# Бронеавтомобиль

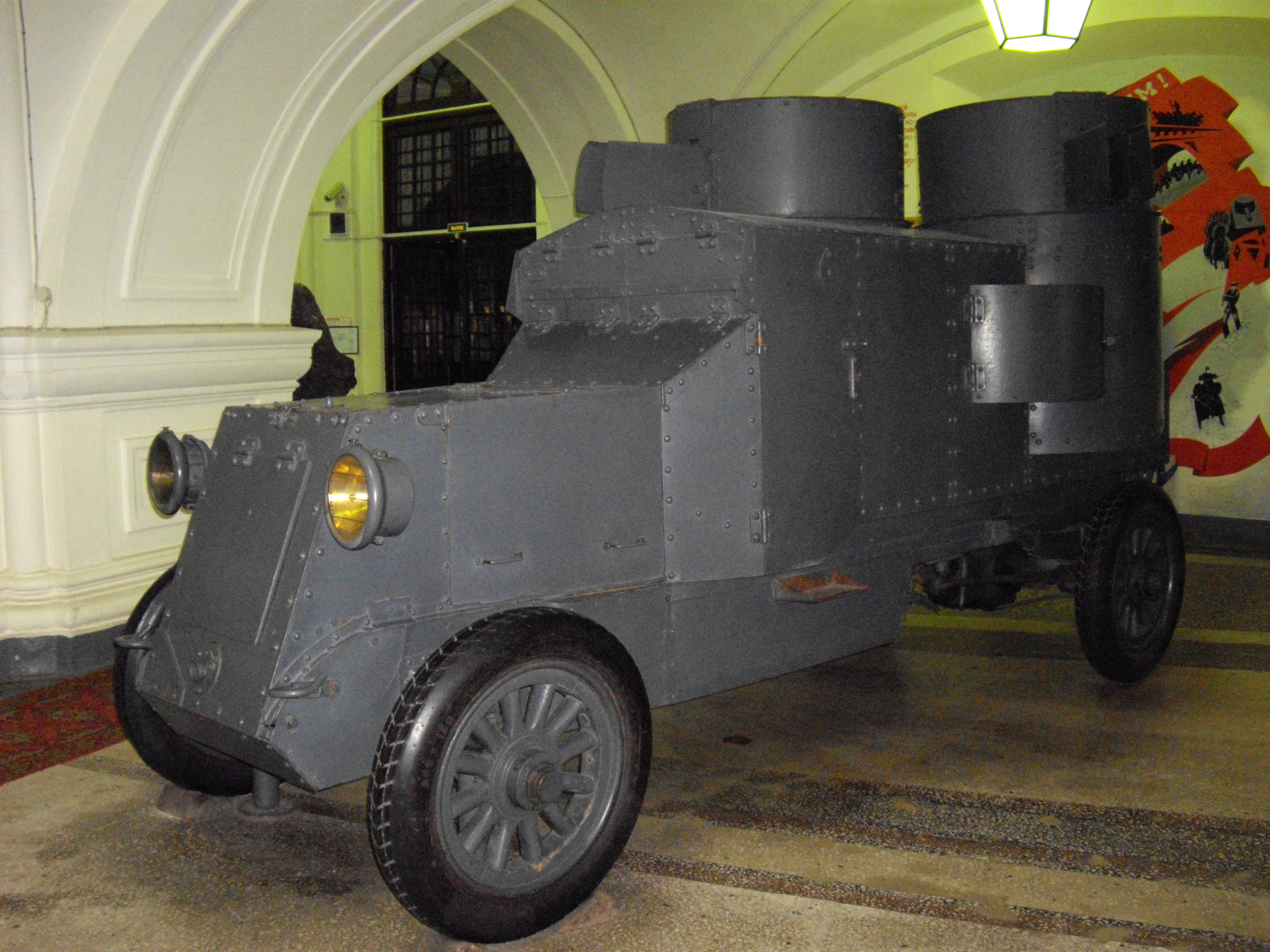
Бронеавтомобиль Остин-Путиловец в музее ВИМАИВВС. 2010 год.

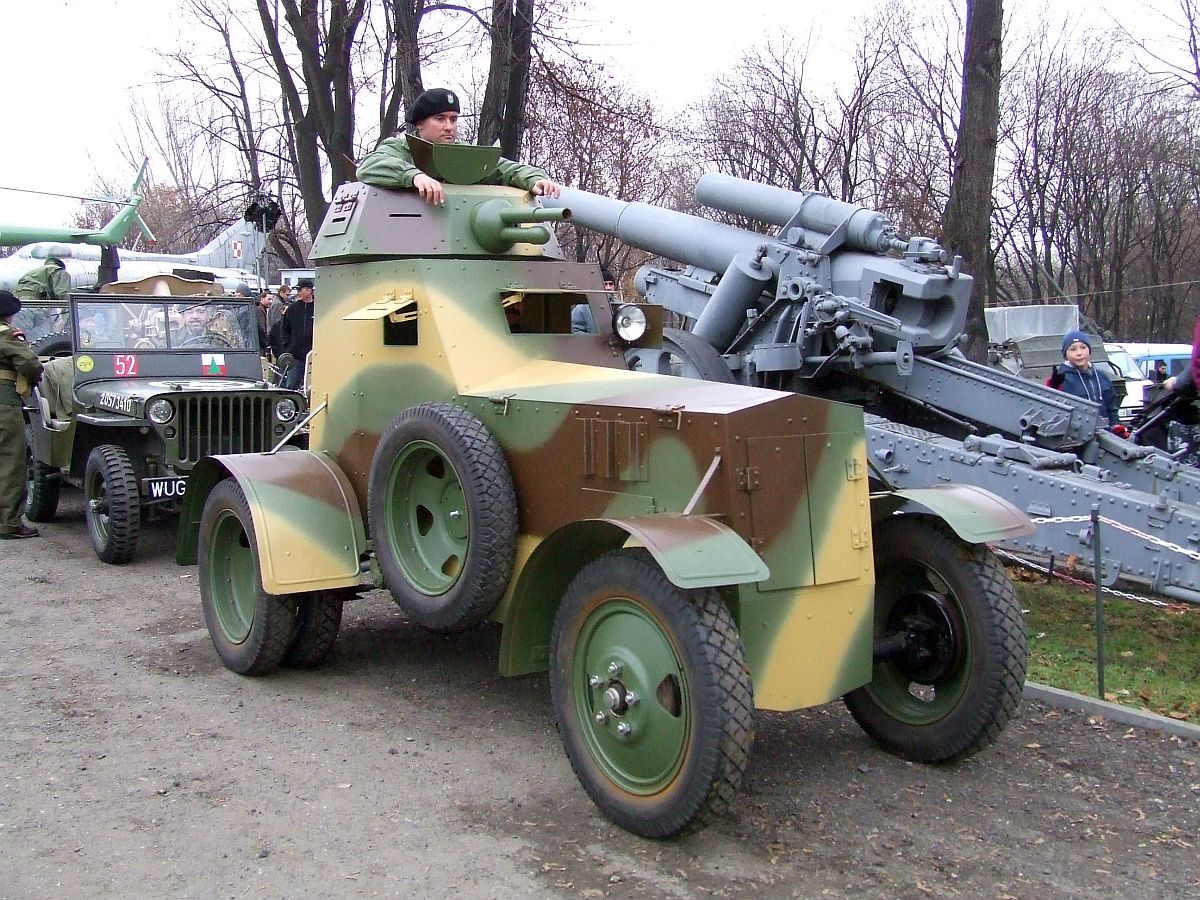
Польский «Самоход панцерны (взор 34)» мод.34, 1934—1938.

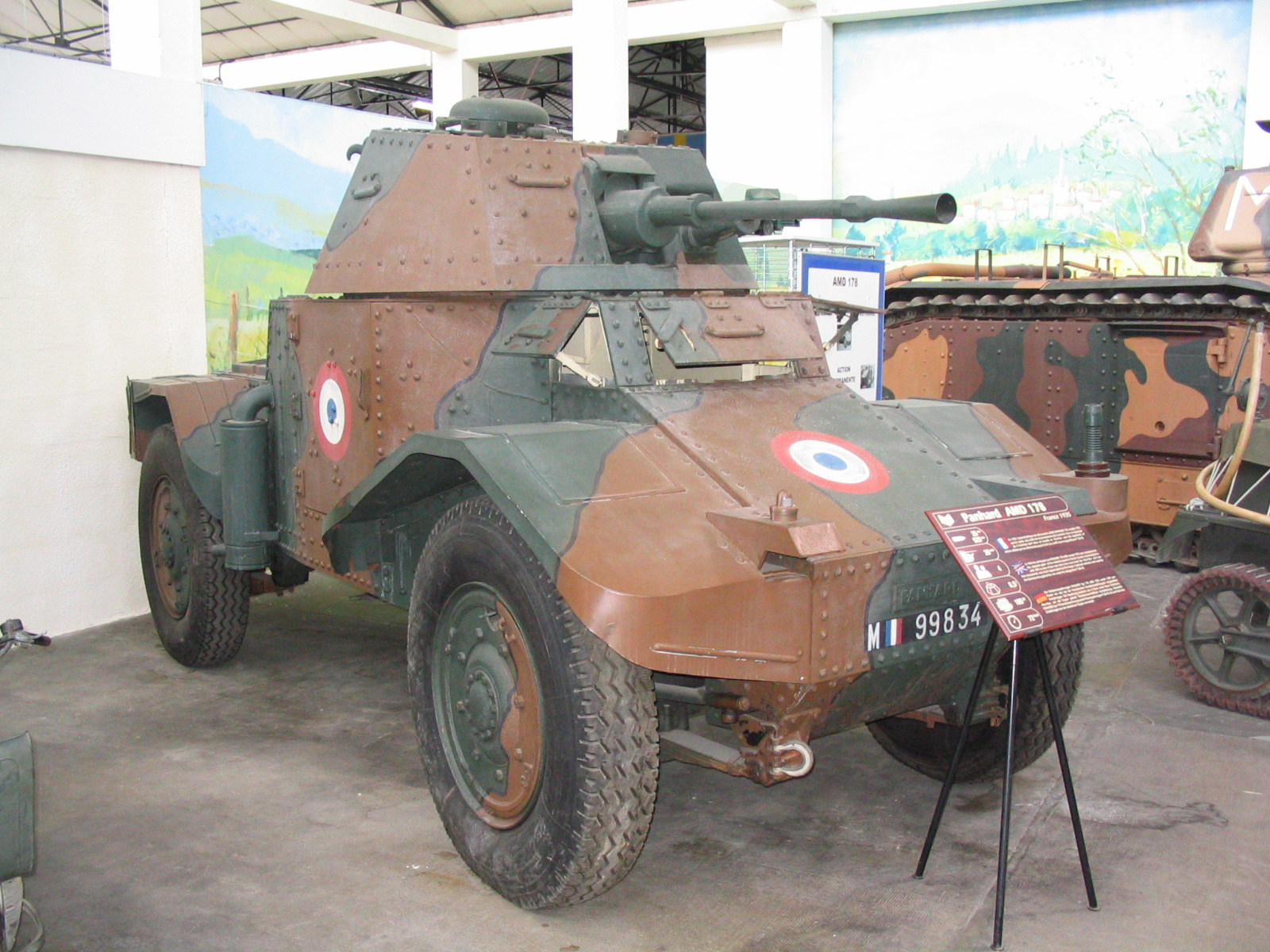
Французский Panhard 178 конца 1930-х.

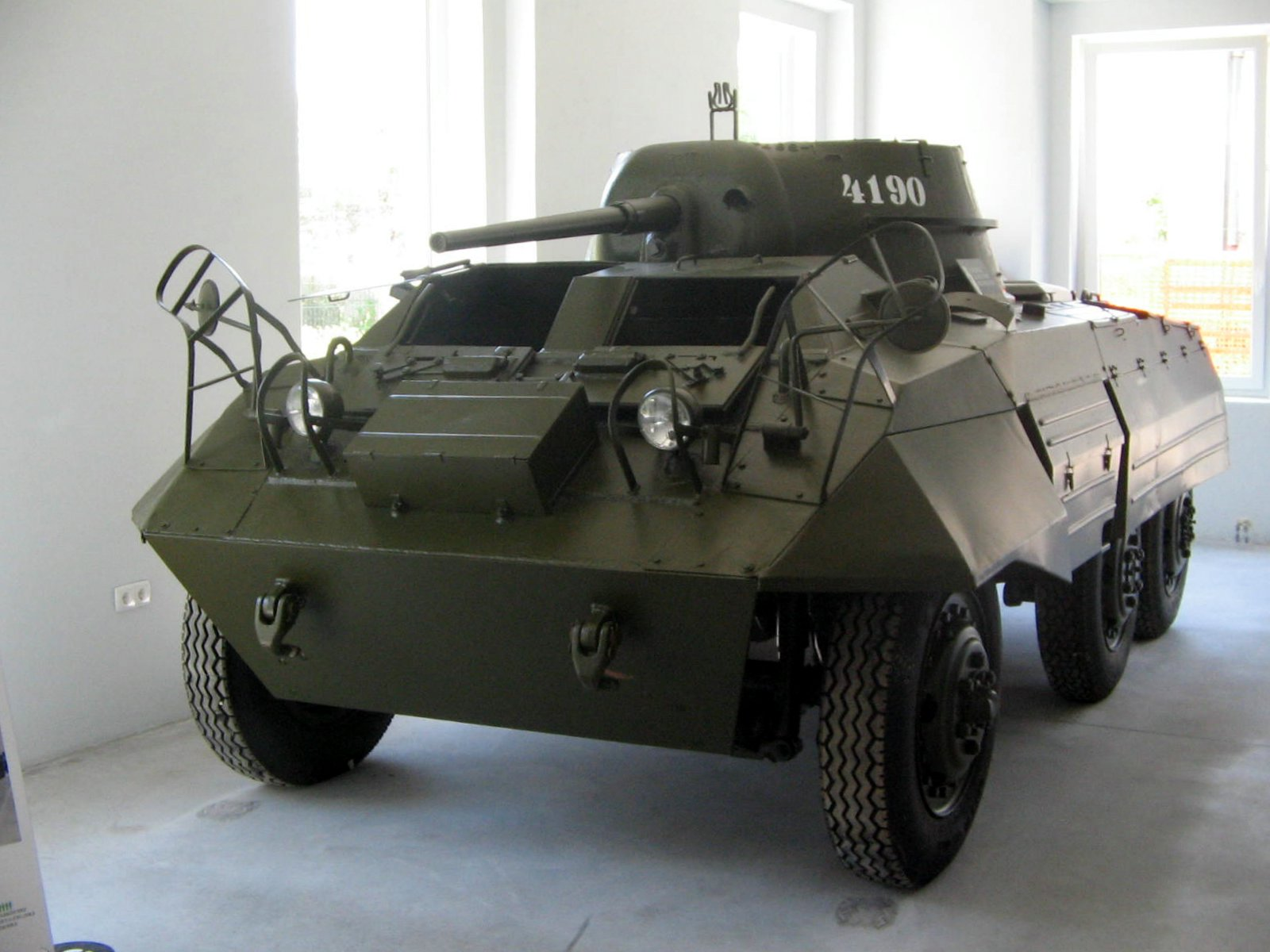
Лёгкий M8 Грейхаунд, США ВМВ.

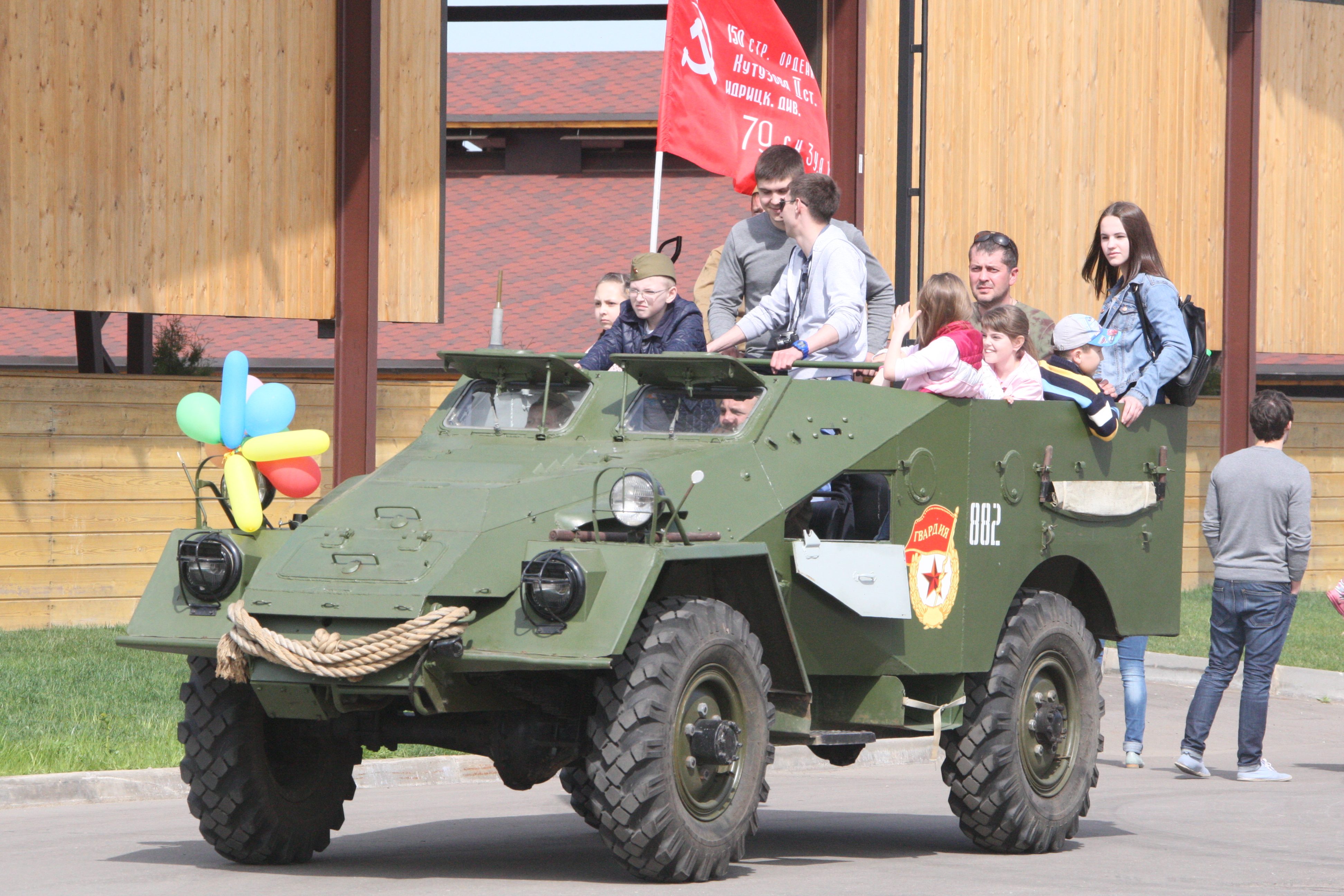
БТР-40 в музее отечественной военной истории. 2015 год.

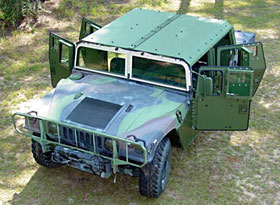
HMMWV, оборудованный комплектом навесного бронирования.

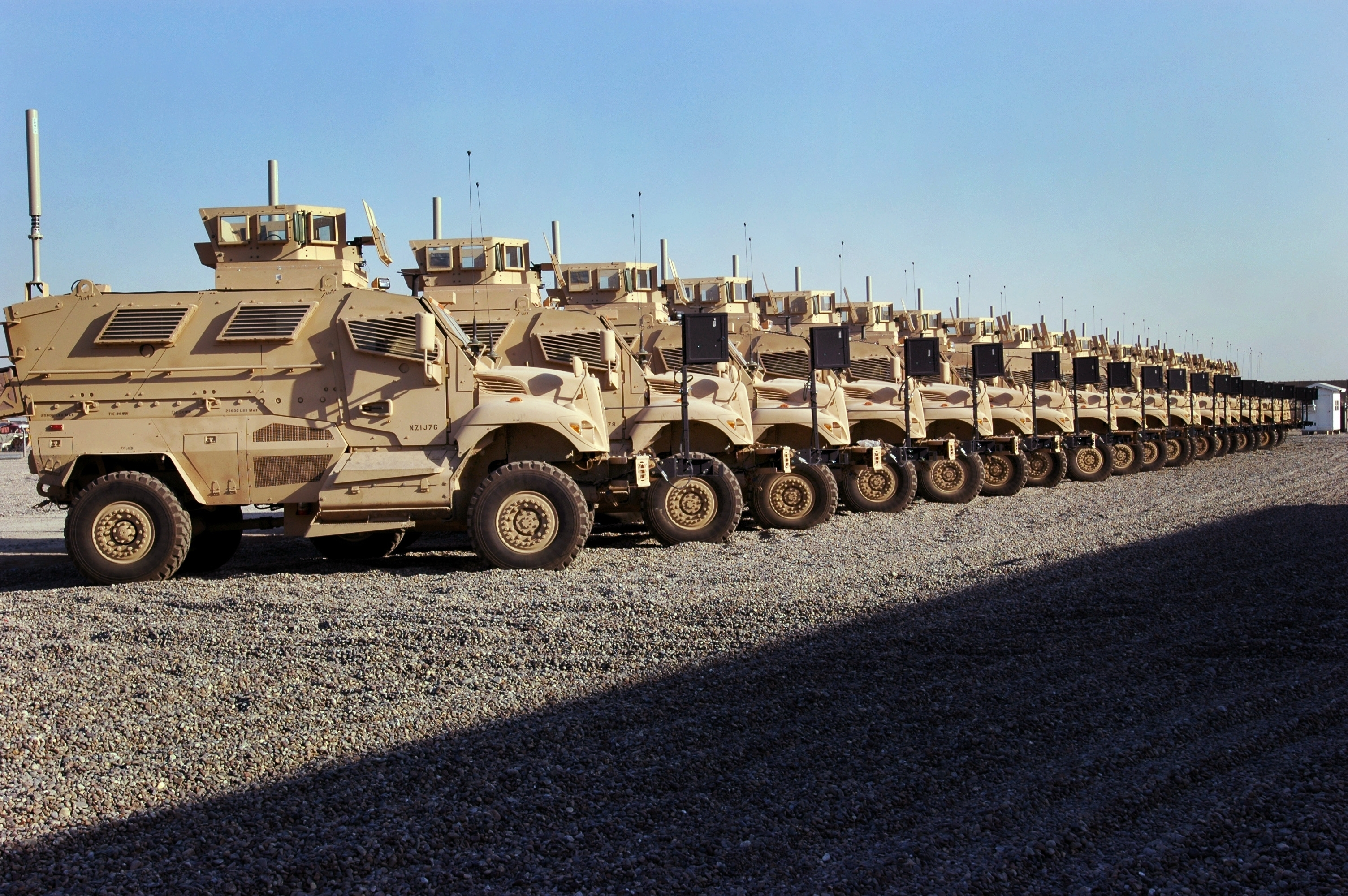
International MaxxPro производства Navistar Int. в Ираке. 2010 год.

Броневой автомобиль (укорочено, бронеавтомобиль, сокращённо, БА), панцирный автомобиль, Автоброневик, устаревшее — блиндированный автомобиль, броневик — бронированный автомобиль, вооружённый пулемётами или орудиями, боевая машина, оснащённая бронёй и пулемётным либо пушечным вооружением.
С появлением автомобиля, с двигателем внутреннего сгорания, связано и сконструирование первого броневого автомобиля, и относится это к 90-м годам XIX столетия. В Англии, в 1900—1902 годах, были построены первые броневые автомобили, вооружённые пушками и пулемётами и снабжённые перископом, они были с успехом применены англичанами против буров, в Англо-Бурскую войну. А массово в различных государствах мира БА появился перед Первой мировой войной. В период Первой и Второй мировой войн данный автоброневик, в отличие от колёсного бронетранспортёра (БТР), не предназначался для транспортировки десанта и по комплексу выполняемых боевых задач был сходен с лёгким танком этого периода (особенно в Союзе ССР). Также в то время эти боевые машины были зачастую разработаны на базе серийных автомобилей, например, английский броневой автомобиль «Роллс-Ройс».

## Термин «бронеавтомобиль»
С точки зрения классификации вооружения и военной техники отличие бронеавтомобиля от колёсного бронетранспортёра состоит в предназначении машины. БТР предназначен для транспортировки (перевозки) стрелков (мотострелки, моторизованной пехоты) на поле боя или к месту боя, где возможен обстрел машины противником, тогда как бронеавтомобиль служит для обнаружения и поражения противника огнём из бортового вооружения. Существуют специализированные бронеавтомобили, не имеющие десантного отделения, не являющиеся бронетранспортёрами, и бронетранспортёры, не имеющие интегрального бортового вооружения, которые не могут называться бронеавтомобилями. Однако современные бронеавтомобили зачастую являются вариантами колёсных бронетранспортёров, и поэтому они не поддаются чёткой классификации.
В рамках механизации ВС в СССР выпускался БТР-40, похожий на американский «разведывательный автомобиль» «M3 Scout car» поставлявшийся в СССР по программе ленд-лиза и являвшийся универсальной колёсной машиной без башни. Впоследствии дальнейшее развитие концепции двухосной полноприводной бронемашины привело к появлению специализированных плавающих «бронированных разведывательно-дозорных машин» БРДМ-1 и БРДМ-2, которые по компоновке схожи с советскими пулемётными бронеавтомобилями тридцатых годов. Также определённое сходство с бронеавтомобилями тридцатых годов имеют самоходные гаубицы на восьмиколёсной базе БТР-ов (2С23 «Нона-СВК»). Термин «бронеавтомобиль» (БА) как составная часть названия в Союзе ССР в последний раз применялся по отношению к двухместному БА-64. По отношению к современной колёсной бронетехнике используются термины БКМ, то есть «боевая колёсная машина» или КББМ — «колёсная боевая бронированная машина».
Используются и другие наименования: так, в США многоцелевая бронемашина «Кадиллак Коммандо» называется машиной огневой поддержки пехоты (Infantry fighting vehicle) либо БТР, так как в машине есть десантное отделения на двух человек. «Фокс» британский лёгкий разведывательный бронеавтомобиль 1970-х годов, обозначается как «боевая (колёсная) разведывательная машина» (БРМ) (англ. Combat Vehicle Reconnaissance (Wheeled)) или CVR(W). (В вооружённых силах государств на территории бывшего СССР колёсные БРМ специальной разработки традиционно называют БРДМ). По отношению, например, к «эрзац-бронеавтомобилю» на базе армейского вездехода «хамви», используется выражение «up-armored HMMWV» то есть «дополнительно бронированный хамви». Бронированные вездеходы в Ираке используются и по политическим причинам — использование тяжёлой бронетехники является свидетельством эскалации военных действий, что вызывает спад энтузиазма по отношению к продолжению военных действий у американского налогоплательщика. Небронированные вездеходы «хамви» понесли значительные потери в Сомали в 1993 году, и с тех пор эти машины усиливаются бронёй, полубашнями и используются для поддержки пехоты. По отношению же к колёсным БТР-ам, используемым в качестве разведывательно-дозорных (по советской терминологии) машин (например, «АТФ Динго») используется выражение «Infantry Mobility vehicle» — то есть «мобильная машина пехоты». Такие машины часто имеют большой клиренс и клинообразное днище, что значительно улучшает защиту экипажа и десанта от последствий наезда на мину (одно из исключений — немецкий бронеавтомобиль ATF Dingo, где плоское днище защищено композитной бронёй).

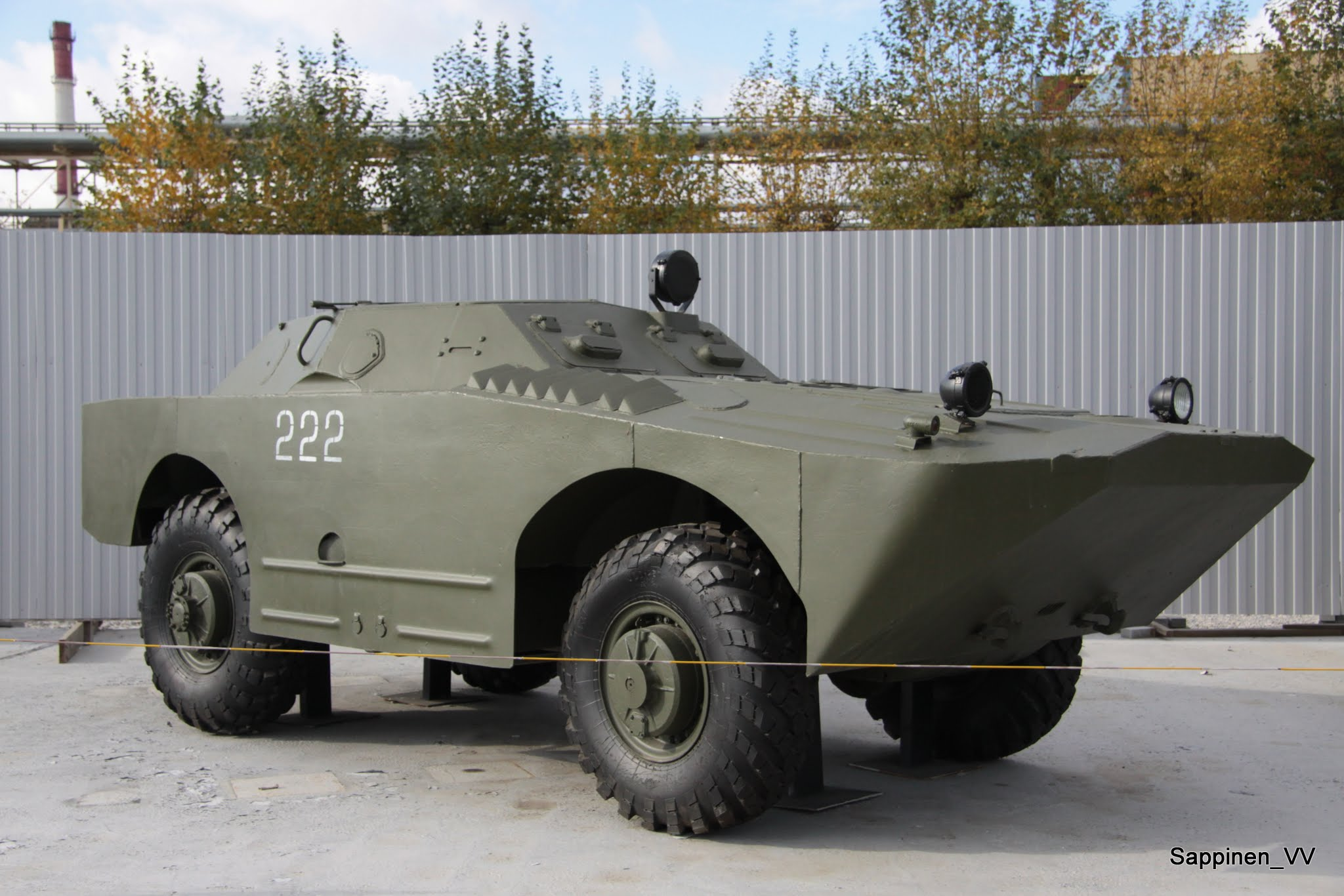
БРДМ-1 в музее. 2012
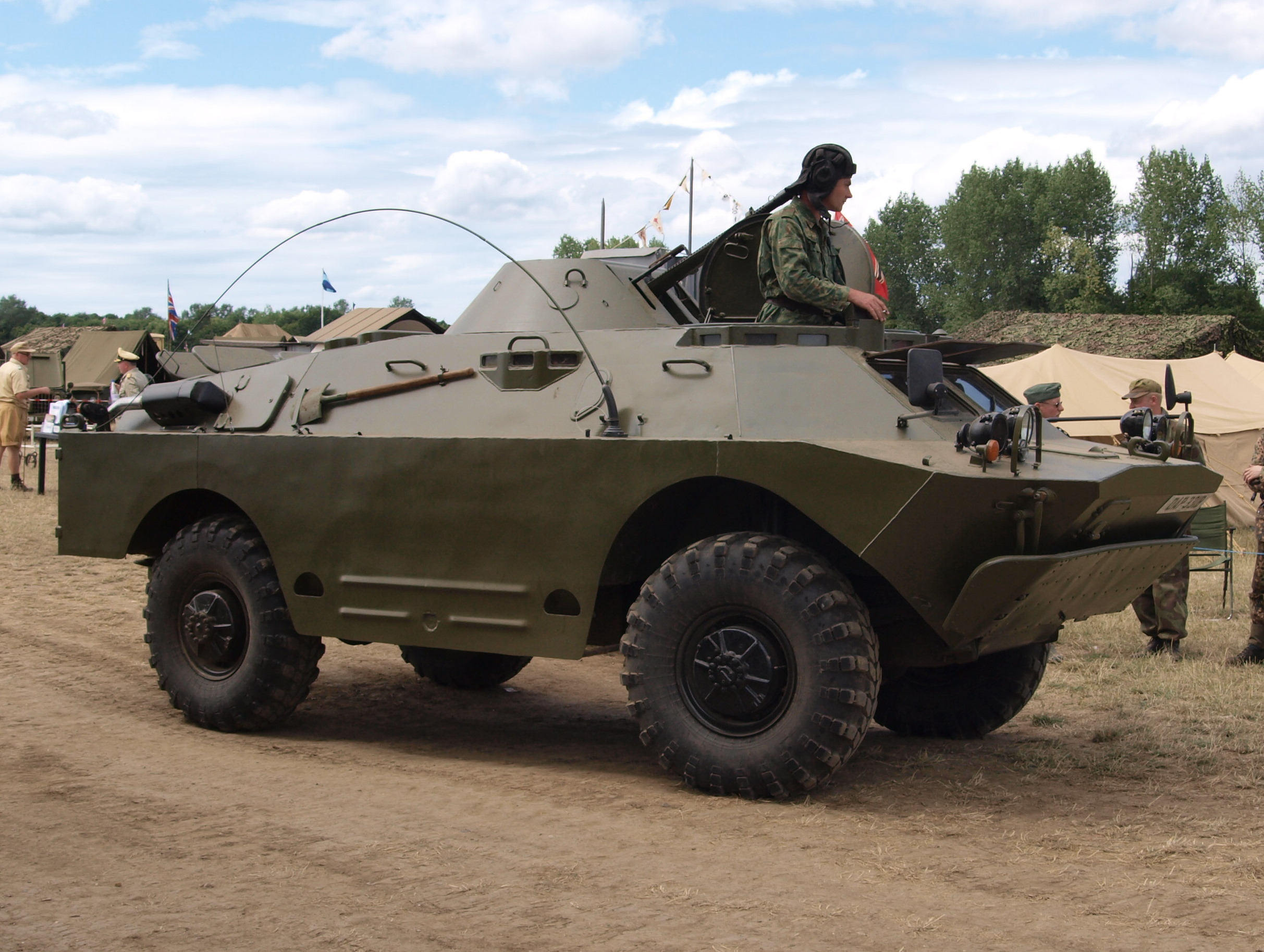
БРДМ-2. 2010
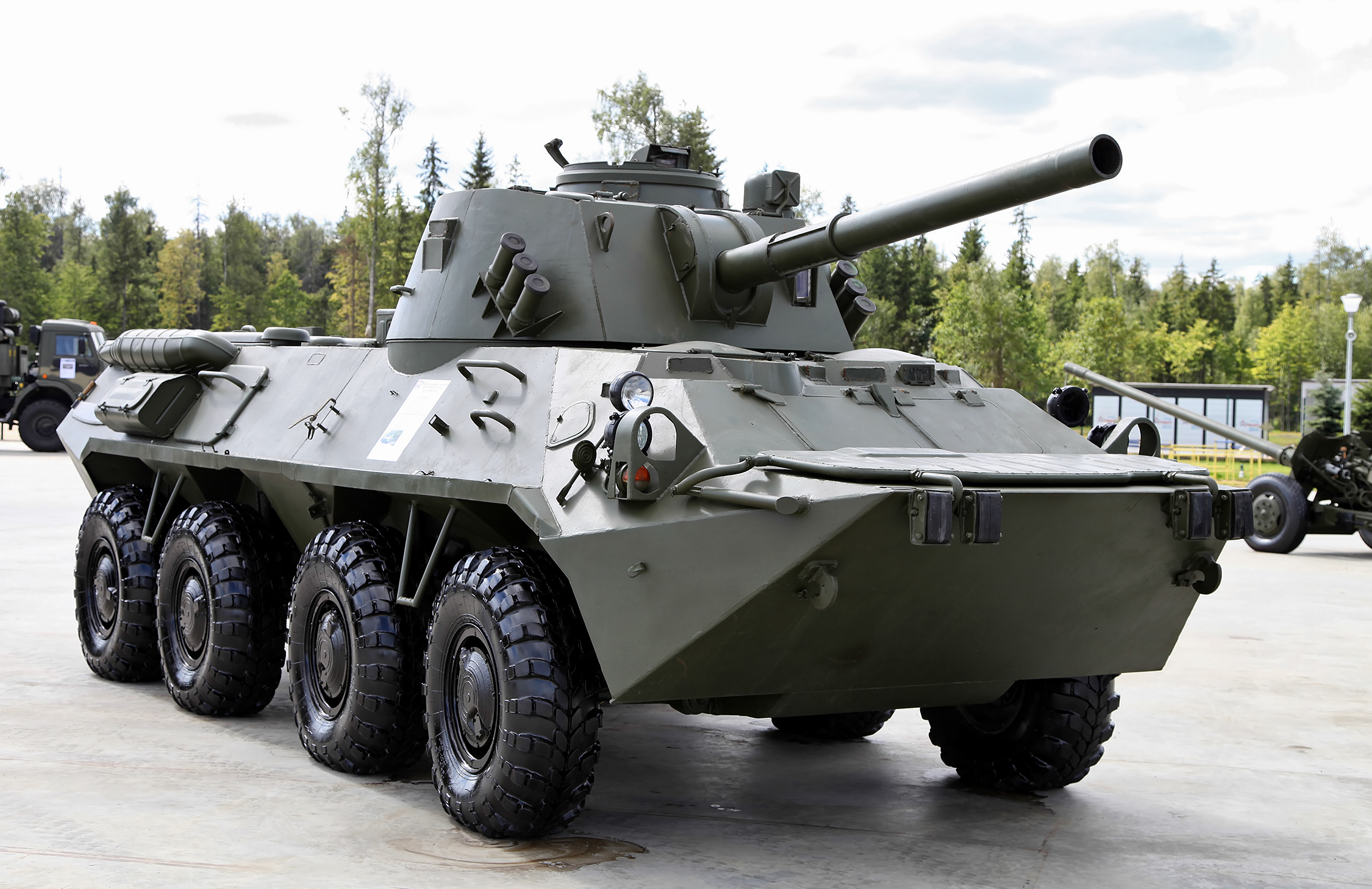
2С23 «Нона-СВК». 2015
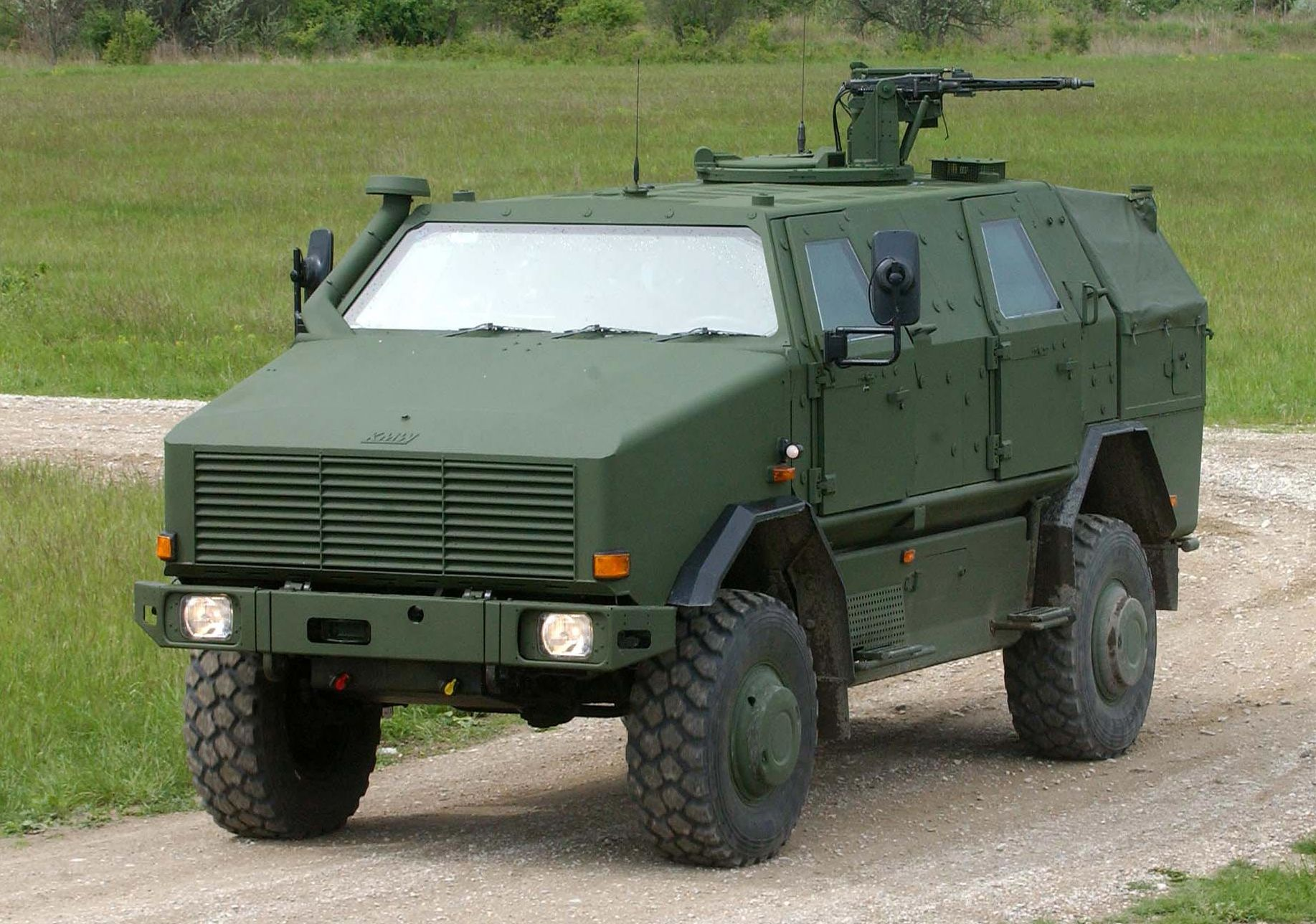
Современный немецкий «АТФ Динго»
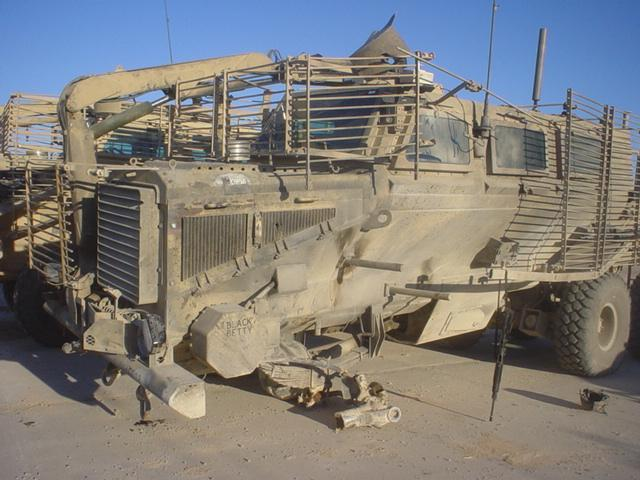
Buffalo, перенёсший взрыв СВУ. Обитаемая часть неповреждена

## Сравнение бронеавтомобиля и танка
Преимущества и недостатки бронеавтомобиля обуславливаются двумя факторами — применением колёсного движителя и постройкой на основе коммерческой машины.
- Преимущества бронеавтомобиля:
  - Относительно высокая скорость. Уже к началу 30-х годов скорость большинства бронеавтомобилей превысила 60—70 км/ч, в то время как скорость большинства танков была в полтора-два раза меньше. К нынешнему времени развитие гусеничного движителя танков несколько сгладило эту разницу.
  - Дешевизна. Для получения эрзац-бронеавтомобиля достаточно покрыть гражданский автомобиль стальными листами достаточной толщины и установить на нём вооружение. И даже бронеавтомобили специальной постройки значительно дешевле аналогичных по массе танков, обычно используются многие узлы гражданских машин.
  - Экономичность Более низкая масса машины требует менее мощный двигатель, также колёсный движитель имеет меньшие механические потери при движении, следовательно у бронеавтомобиля ниже расход горючего. Его ремонт (в большинстве случаев) не отличается от ремонта обычного автомобиля, что также упрощает его эксплуатацию.
  - Надёжность. За счёт большой массы танка, его двигатель подвергается высоким нагрузкам; ресурс этого двигателя относительно невысок. Траки танковых гусениц также испытывают при движении высокие нагрузки, что ведёт к их быстрому разрушению. Всё это вело к низкой надёжности танков 20—30-х годов. В результате, бронеавтомобили в те годы, как правило, были значительно надёжнее танков. Лишь после Второй мировой, развитие танков почти свело на нет это преимущество.
  - Меньшее воздействие на дорожное полотно. Гусеницы танков портят дорожное покрытие. Из-за этого, наряду с меньшими надёжностью и скоростью, на большие дистанции танки предпочитают перебрасывать на специальных колёсных транспортёрах, тогда как колёсные машины чаще всего преодолевают путь своим ходом.
  - Преимущества в миротворческих операциях — простота заброса в зону боевых действий и менее «военный» вид. К тому же, танк проявляет свои преимущества только в масштабных боях, которых в миротворческих операциях практически не бывает.
- Недостатки бронеавтомобиля:
  - Плохая проходимость. Разнообразные эрзац-бронеавтомобили, как правило, способны эффективно действовать почти исключительно на хороших дорогах или во всяком случае на ровной местности, поскольку проходимость их перегруженного и снабжённого узкими колёсами шасси даже хуже, чем у послужившего для них базой гражданского автомобиля. Бронеавтомобили специальной постройки обычно снабжены гораздо более совершенными шасси, но всё равно значительно уступают танкам в проходимости. Лишь появление многоосных шасси (колёсная формула 8×8) с системой централизованной подкачки шин, колёсными редукторами и блокируемыми дифференциалами подарило бронеавтомобилям проходимость практически на уровне танков.
  - Недостаточные защищённость и вооружение, что является следствием использования колёсного шасси, которое намного слабее гусеничного. Колёсное шасси бронеавтомобиля серьёзно ограничивает максимальную нагрузку, что не позволяет оснастить его мощным вооружением и толстой бронёй. Бронеавтомобили 1930-х годов ещё могли соревноваться с танками (например, советские БА-11 и Т-26 имеют одинаковое вооружение и сопоставимое бронирование). Но с развитием защищённости и вооружения танков бронеавтомобили навсегда отстали от них.

## История развития конструкции и боевого применения бронеавтомобилей

### Появление бронеавтомобилей

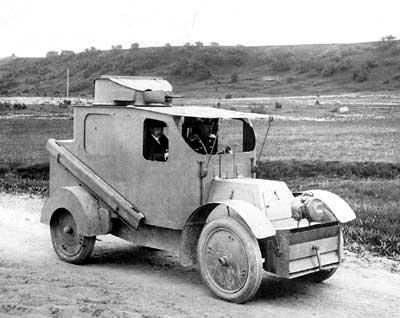
Бронеавтомобиль «Накашидзе-Шаррон». Россия, 1906 год.

Русским военным теоретиком и практиком Д. А. Милютиным было предсказано использование и появление в вооружённых силах России и мира автомобиля, броневого автомобиля, танков и самоходных артустановок.

Есть ли что-либо невозможное, например, в том, что автомобили не только вполне заменят повозки в обозах, но проберутся даже в полевую артиллерию; вместо полевых орудий с конскою упряжью войдут в состязание на поле сражения подвижные бронированные батареи, и битва сухопутная уподобится битве морской.— Д. Милютин
Идея защиты автомобиля бронёй появилась уже вскоре после изобретения бензинового двигателя. В 1885 году на базе парового трактора Бурелла Джеймс Коуэн предложил свой пятиколёсный бронеавтомобиль. Броневой корпус с 50 бойницами для стрелков имел полусферическую форму. У основания машины имелись четыре ножа-косы, которые вращались при движении и угрожали приближающимся к ней. Вооружение состояло из восьми пушек малого калибра. На испытаниях машина показала скорость в 8 км/ч. Из-за плохой управляемости и низкой прочности не была принята на вооружение.

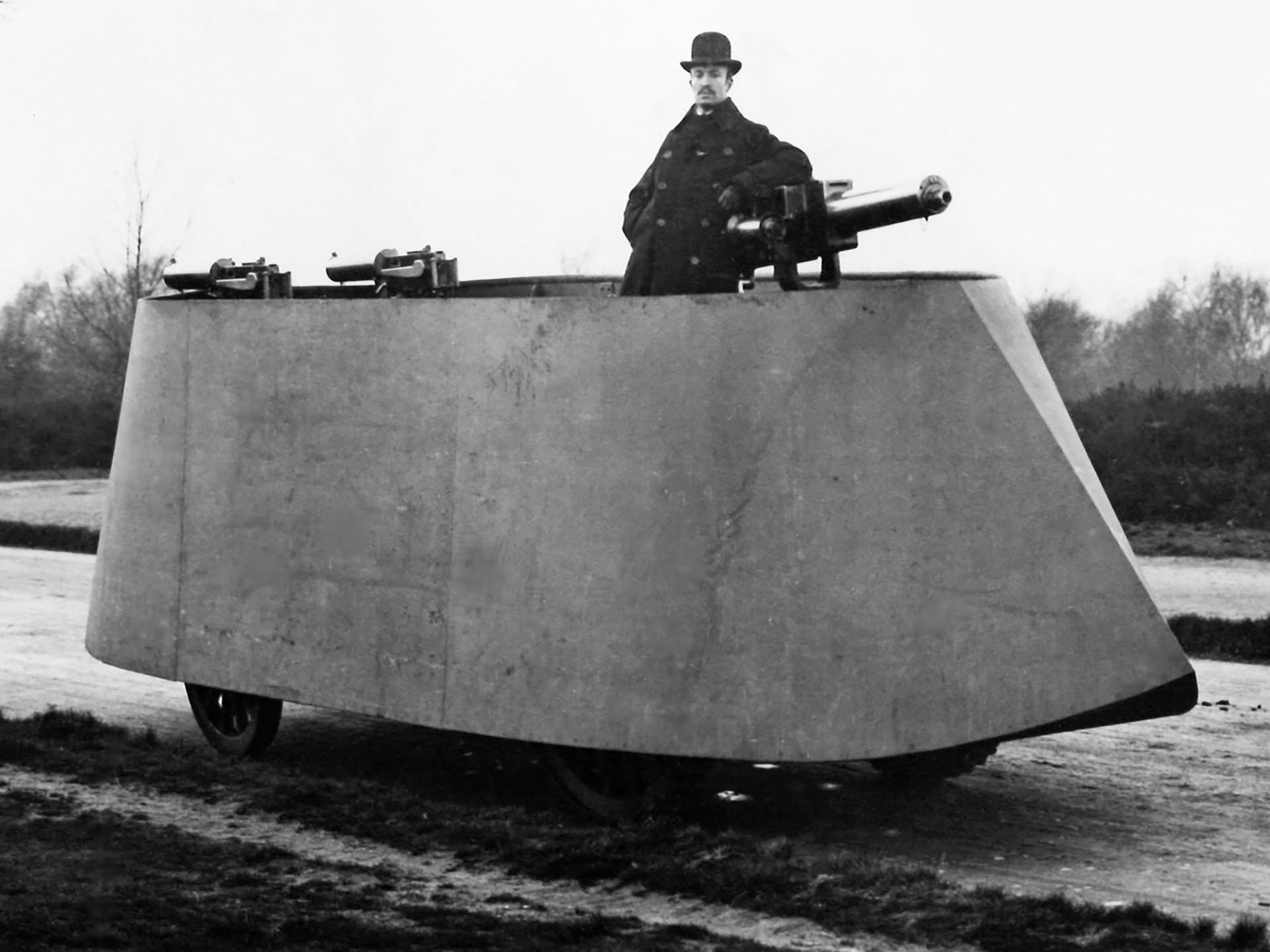
Motor War Car. 1902

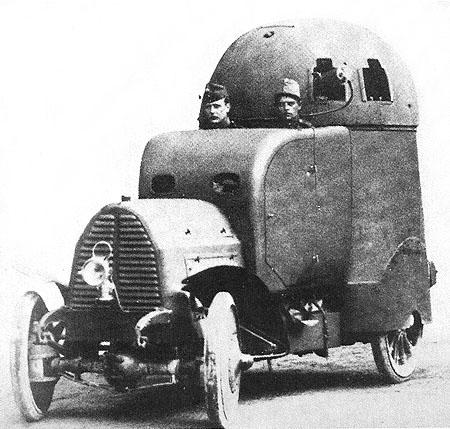
Austro-Daimler. 1906

Первый проект бронеавтомобиля был представлен в 1896 году американским изобретателем И. Д. Пеннингтоном. Первый же настоящий бронеавтомобиль Motor War Car был построен в 1902 году в Великобритании Ф. Р. Симмсом, однако в то время эта идея не вызвала никакого интереса со стороны английского военного министерства. В 1900-х годах созданием бронеавтомобилей занимались и в других европейских странах, но до начала Первой мировой войны интерес к ним со стороны армейского командования был невелик.
Исключением была Российская империя, где боевой опыт русско-японской войны наглядно показал необходимость самоходной машины, способной вести поддержку пехоты пулемётным огнём и защищённой от пуль противника. Подъесаул М. А. Накашидзе сформулировал требования к боевой машине такого рода и разработал проект, который вызвал заинтересованность военного министерства Российской империи. Однако так как проект сочли слишком сложным для реализации на отечественных промышленных мощностях, то постройка машин была заказана во Франции фирме «Шаррон». В 1905 году были построены два блиндированных автомобиля Шарон-Жирардо-Э-Вуа. В 1906 году небольшая серия бронеавтомобилей (12 машин), известных, как «Накашидзе-Шаррон» была изготовлена и отправлена заказчику (дошли 10, так как 2 машины были реквизированы по дороге в Германии, для изучения), проходили испытания в периоды 1906—1908 и 1911—1913 годов. Эти машины имели полное бронирование и пулемётное вооружение во вращающейся башне с круговым обстрелом. Проходимость была сочтена удовлетворительной, а вся машина в целом получила высокую оценку от русских военных.
Похожую машину в 1908 году демонстрировала немецкая фирма «Эрхардт», но у кайзеровской армии проект не нашёл понимания. Таким образом, приоритет в принятии на вооружение первой серии бронеавтомобилей принадлежит Российской империи.
Во время Пасхального восстания 1916 году в Ирландии Британская армия использовала грузовики с установленными на них импровизированными бронекорпусами, изготовленных из паровозных дымовых коробок с прорезанными в стенках амбразурами для ведения огня. Чёрной краской на бортах были также нарисованы дополнительные ложные амбразуры, предназначенные для введения в заблуждение снайперов противника.

### Бронеавтомобили в Первой мировой войне

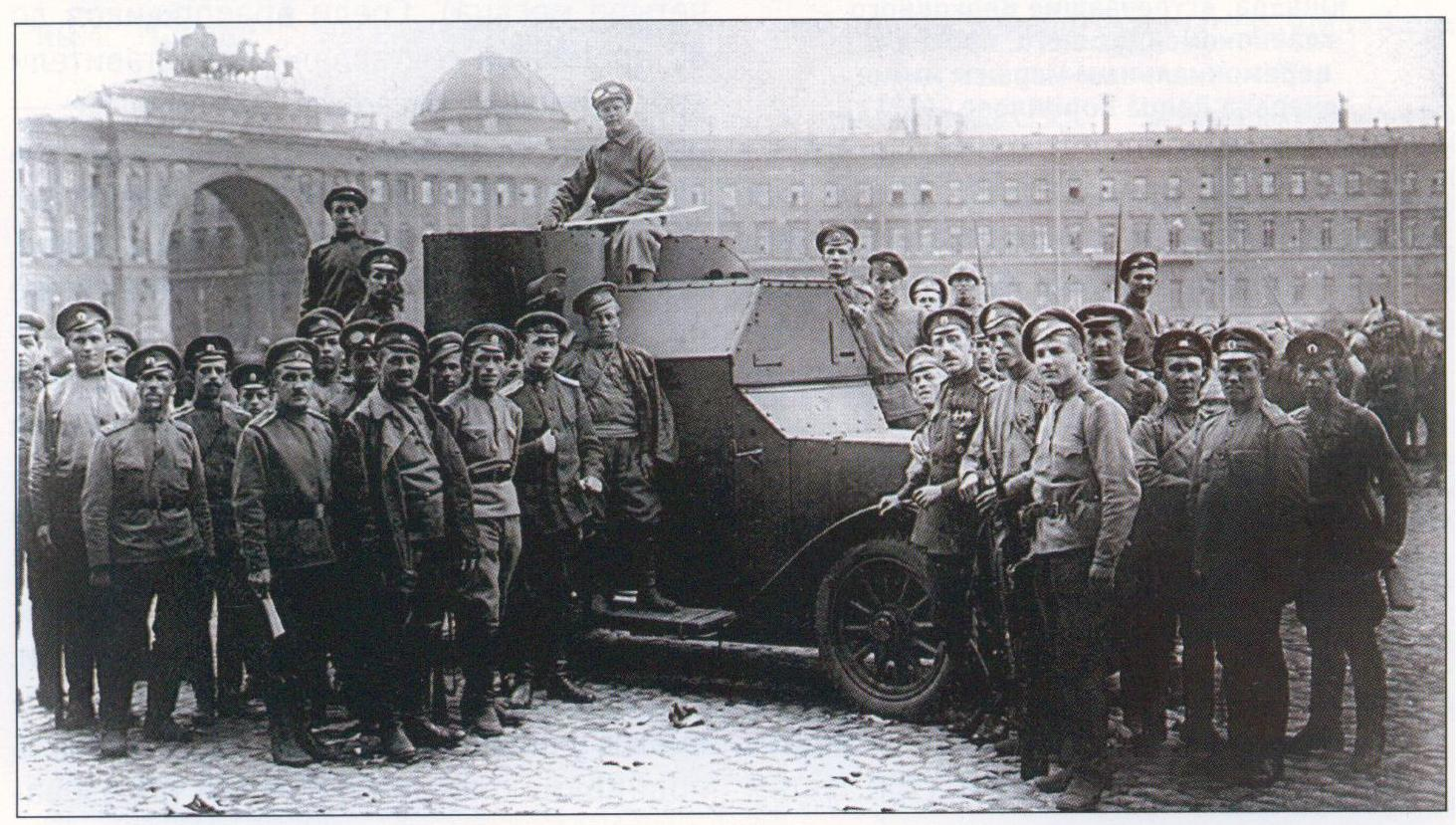
Остин на Дворцовой площади, 1917

### Бронеавтомобили межвоенного периода

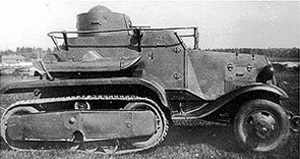
Полугусеничный бронеавтомобиль БА-30

### Бронеавтомобили Второй мировой войны

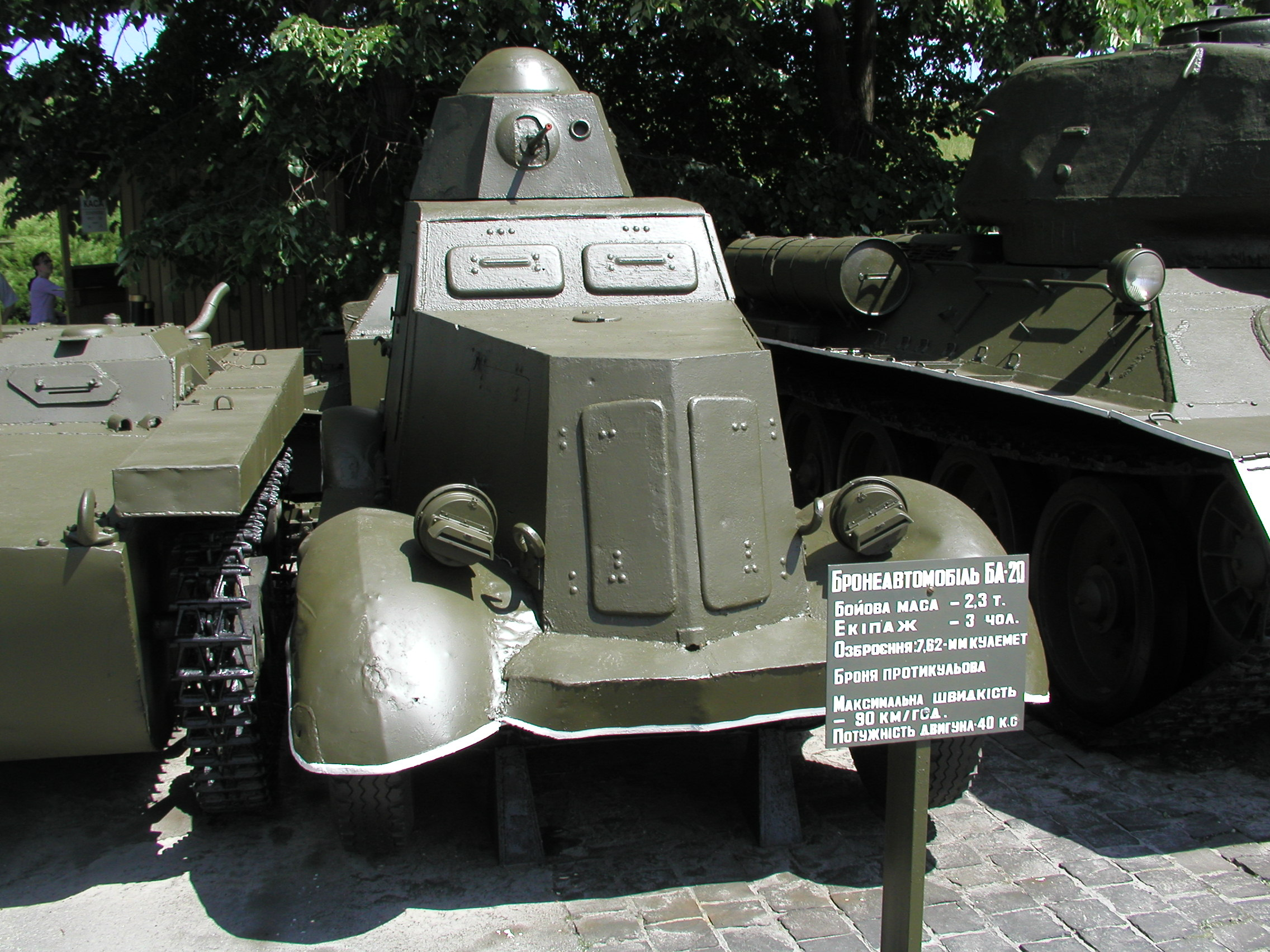
БА-20 в музее. 2002 г.

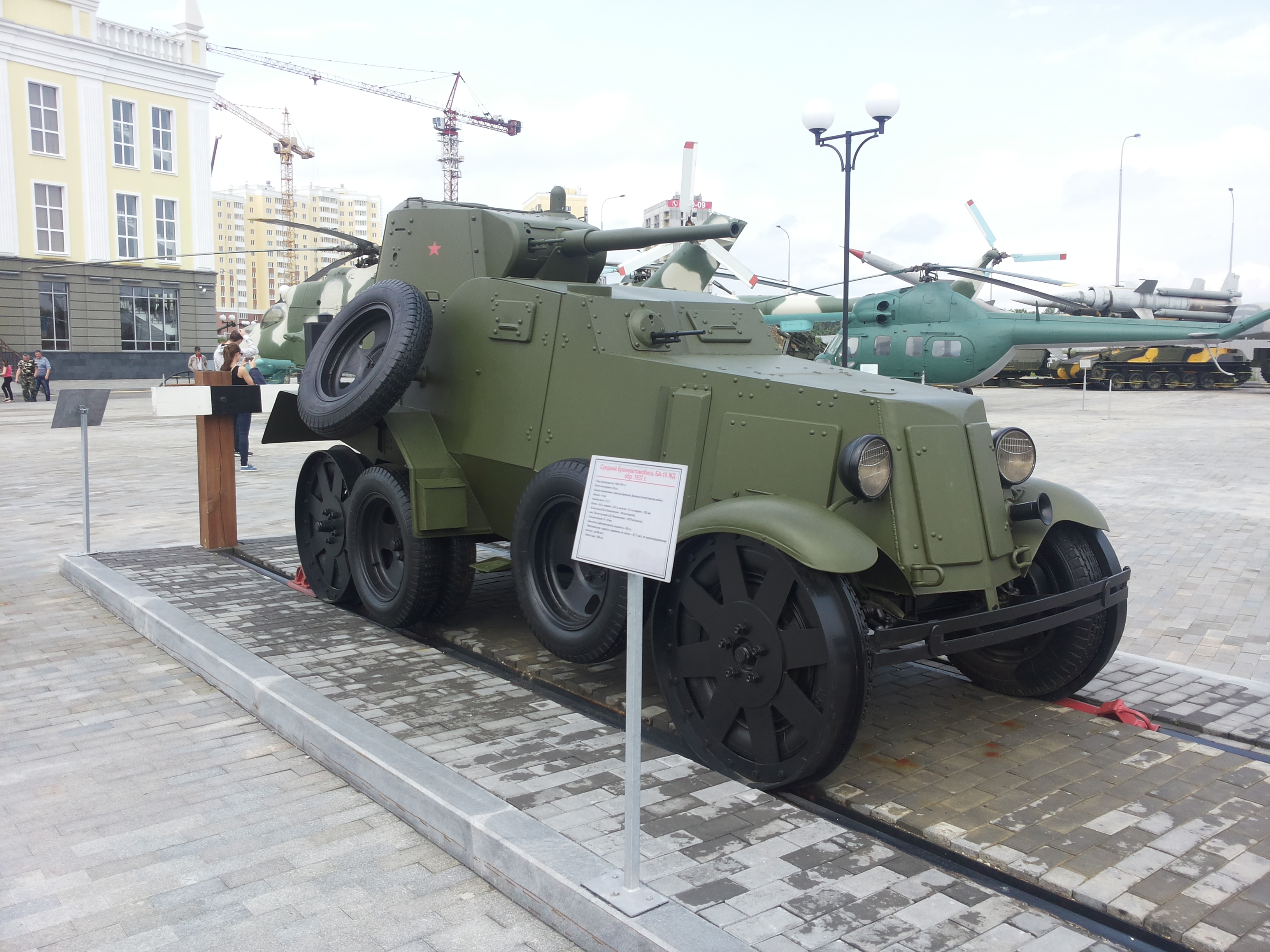
Бронеавтомобиль-дрезина — реплика БА-10ЖД. 2015 год

Перед войной в СССР на базе автомобилей М-1, ГАЗ-ААА, ЗИС-6 и др. были разработаны бронеавтомобили различных типов: лёгкие (масса до 4т) — БА-20 и ФАИ-М; средние (4-8т) — БА-6, БА-6 м, БА-9, БА-10; тяжёлые (св. 8т) — БА-11, БА-11д; плавающие — ПБ-4, ПБ-7; специальные (для движения по железнодорожным рельсам) — БА-20ЖД, БА-10ЖД, а также санитарно-транспортный БА-22.
Бронирование лёгких бронеавтомобилей было противопульное, средних и тяжёлых — противоосколочное. Вооружение — пулемётное (на лёгких), пушечное и пулемётное (на ср. и тяж.). Корпуса устанавливались на стандартную раму (не несущие), как правило, закрытого типа с вращающейся башней, в которой устанавливалось основное вооружение. Шасси — 2-х- и 3-х-осные, не полноприводные, с пулестойкими шинами из губчатой резины. Экипаж — 2—4 человека. Некоторые бронеавтомобили (БА-10, БА-11, БА-20) комплектовались радиостанциями.
В ходе войны, в связи с большой уязвимостью бронеавтомобилей от огня артиллерии и ударов авиации, производство бронеавтомобилей довоенных образцов и их использование было резко сокращено; с 1942 выпускался только лёгкий БА-64 повышенной проходимости, а с 1943 — его модификация БА-64Б, которые наряду с лёгкими танками широко применялись для разведки и связи.

### Послевоенное развитие бронеавтомобилей
После Второй мировой войны пушечные бронеавтомобили были выведены из системы вооружений Красной (Советской) Армии, в эксплуатации и производстве их нишу заполнили БТРы и в особенности БРДМы. С развитием танков и средств борьбы с ними, бронеавтомобили утратили свою ценность в качестве «ударных» машин. А прочие их функции (разведка, боевое охранение) было решено передать специальным машинам и, частично, бронетранспортёрам.
В настоящее время распространены боевые разведывательные машины (БРМ) и боевые разведывательно-дозорные машины (БРДМ), служащие для вспомогательных военных операций, разведки, патрулирования и в качестве базы для машин специального назначения: пусковых установок тактических ракет малой дальности и ПВО, противохимической и антирадиационой защиты и т. д.
В ряде иностранных армий на вооружении находятся пушечные бронеавтомобили, так называемые «колёсные танки», отличающиеся от гусеничных аналогов меньшей стоимостью, меньшим весом, повышенной скоростью передвижения и меньшим воздействием на дорожное полотно при сравнимой проходимости благодаря многоосной полноприводной схеме (не менее трёх и не более пяти осей) и системе централизованного регулирования давления воздуха в шинах.
Современные колесные бронемашины с усиленной противоминной защитой (международное обозначение — «MRAP» (Mine Resistant Ambush Protected)) имеют V-образное днище, для эффективного рассеивания энергии взрыва и противостоянию осколкам. Для улучшения проходимости обладают большим дорожным просветом. Машины «MRAP» применяются при перемещениях личного состава по территориям, на которых действуют различные иррегулярные формирования, для перевозки VIP-пассажиров в условиях повышенной террористической опасности.

## Конструкция бронеавтомобиля

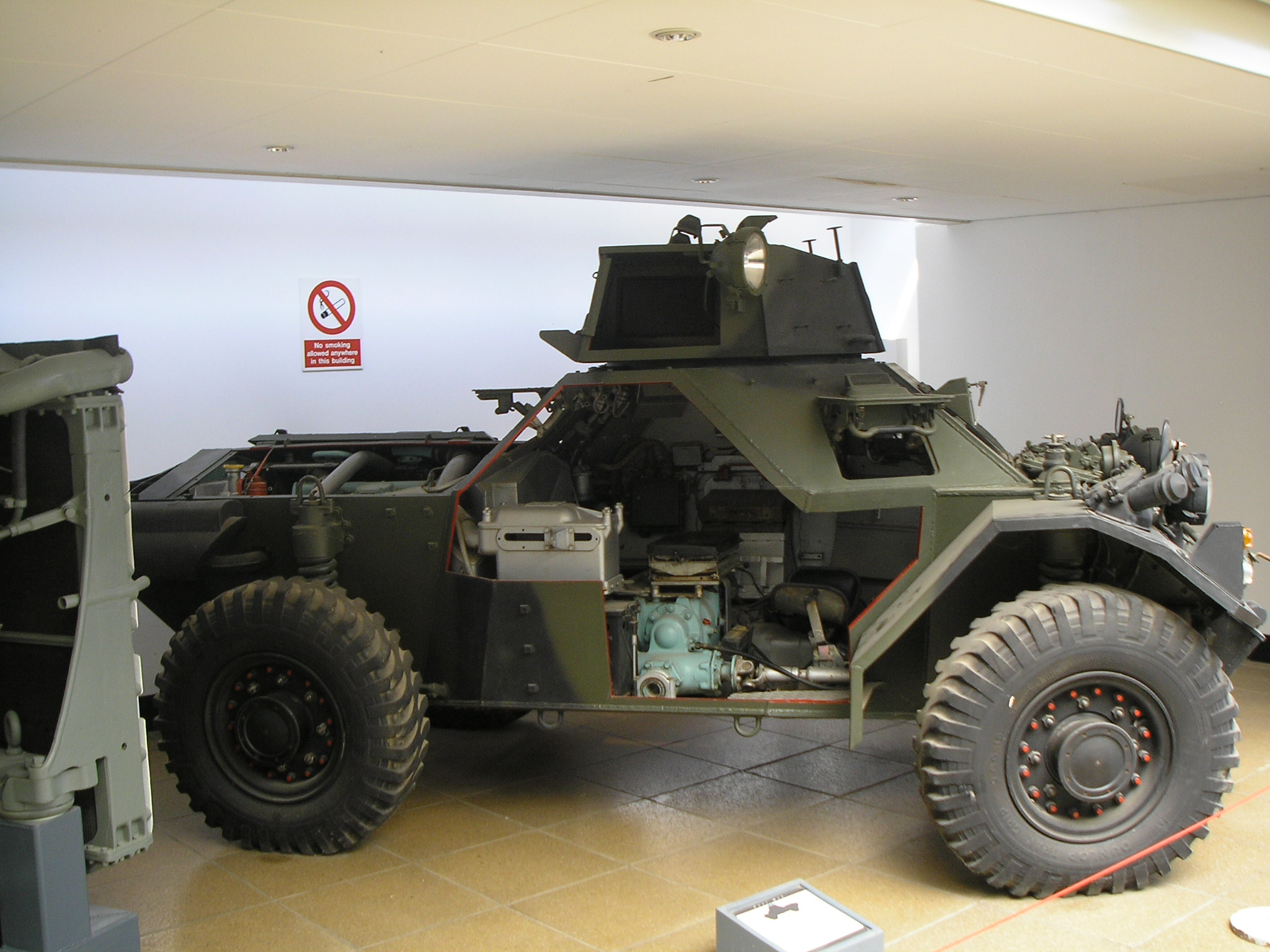
бронеавтомобиль «Феррет»

Обычно бронирование предназначено только для защиты от обычных пуль стрелкового оружия и осколков, но относительно легко пробивается специальными боеприпасами, а также из противотанковых ружей и ручных гранатомётов, не говоря об артиллерии и штатных противотанковых средствах пехоты (РПГ, ПТРК, противотанковые гранаты).

## Классификация бронеавтомобилей
В различных государствах существовала и существует своя классификация БА, так на 1930-е годы, в СССР, бронеавтомобили классифицировались как лёгкие, средние и тяжёлые (тяжёлые автоброневики). Лёгкие бронеавтомобили оснащаются пулемётами, тяжёлые и средние — пушками и пулемётами.

## Бронеавтомобили Российской империи

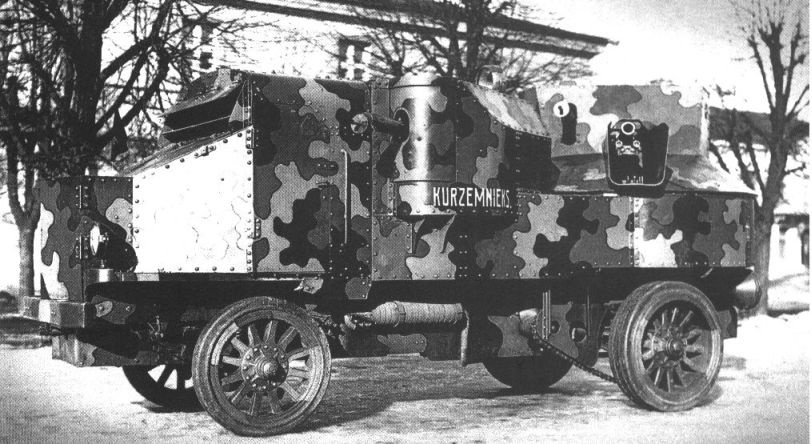
Гарфорд-Путилов

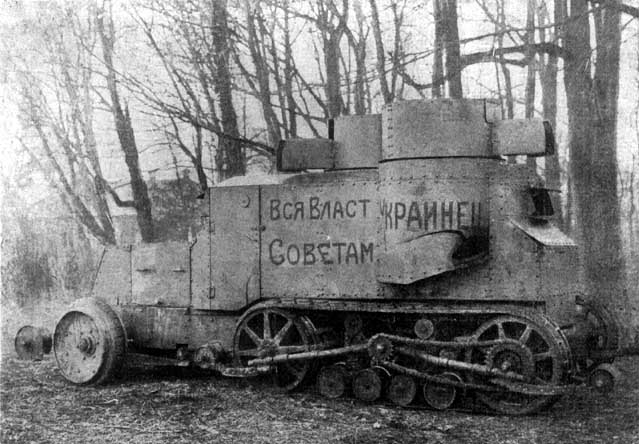
Остин-Кегресс

- Бронеавтомобиль М. А. Накашидзе (проект 1904 г., первый экземпляр доставлен в Россию в 1905 г.)[8];
- Остин-Путиловец — средний, пулемётный
- Джеферри-Путиловец — тяжёлый
- Гарфорд-Путиловец — тяжёлый, пушечный
- Остин-Кегресс — полугусеничный вариант Остина

## Советские бронеавтомобили
I. Утвердить на вторую пятилетку следующую систему бронетанкового вооружения РККА: …
3. Бронемашины — 2 типа:
а) разведывательная (на шасси Форд-А),
б) боевая (на шасси Форд-3А).
— Постановление № 71сс/о Совета Труда и Обороны о системе танкового вооружения РККА, 13 августа 1933 г. Москва, Кремль
В Вооружённых силах СССР имелись следующие БА:
- БА-И
- БА-3
- БА-6
- БА-10
- БА-20
- БА-27
- БА-64
- БРДМ-1
- БРДМ-2

| Модель | Год начала выпуска | Базовое шасси | Мощность двигателя, л. с. | Экипаж и десант, чел. | Колёсная формула | Снаряжённая масса, кг | Скорость, км/ч |
| ------ | ------------------ | ------------- | ------------------------- | --------------------- | ---------------- | --------------------- | -------------- |
| БА-27  | 1927               | АМО-Ф-15      | 35                        | 4                     | 4х2              | 4400                  | 50             |
| Д-8    | 1931               | «Форд-А»      | 40                        | 2                     | 4х2              | 1600                  | 85             |
| БА-27М | 1937               | ГАЗ-ААА       | ?                         | 3                     | 6х4              | 4500                  | 48             |
| Д-13   | 1931               | «Форд-Тимкен» | 40                        | 3                     | 6х4              | 4140                  | 55             |
| Д-12   | 1932               | ГАЗ-А         | 40                        | 2                     | 4х2              | 1650                  | 85             |
| ФАИ    | 1932               | ГАЗ-А         | 40                        | 2                     | 4x2              | 2000                  | 80             |
| БА-3   | 1934               | «Форд-Тимкен» | 40                        | 4                     | 6x4              | 5820                  | 70             |
| БА-6   | 1935               | ГАЗ-ААА       | 40                        | 4                     | 6x4              | 5120                  | 43             |
| ПБ-4   | 1935               | ГАЗ-ААА       | 40                        | 4                     | 6x4, плав.       | 5280                  | 50             |
| БА-20  | 1936               | ГАЗ-М-1       | 50                        | 2                     | 4x2              | 2300                  | 90             |
| БА-9   | 1936               | ГАЗ-ААА       | 50                        | 4                     | 6x4              | 4500                  | 55             |
| БА-30  | 1937               | ГАЗ-60        | 50                        | 3                     | Полугусеничн.    | 4600                  | 35             |
| БА-22  | 1937               | ГАЗ-ААА       | 50                        | 2+10                  | 6x4              | 5240                  | 40             |
| ПБ-7   | 1937               | ГАЗ-ААА       | 50                        | 3                     | 6x4, плав.       | 4500                  | 50             |
| ФАИ-М  | 1938               | ГАЗ-М-1       | 50                        | 2                     | 4x2              | 2000                  | 90             |
| БА-10  | 1938               | ГАЗ-ААА       | 50                        | 4                     | 6x4              | 5100                  | 52             |
| БА-11  | 1939               | ЗИС-6         | 90                        | 4                     | 6x4              | 8130                  | 64             |
| Б-3    | 1939               | ЗИС-22        | 73                        | 12                    | Полугусеничн.    | 7100                  | 30             |
| БА-21  | 1939               | ГАЗ-21        | 50                        | 3                     | 6x4              | 3240                  | 52             |
| ЛБ-23  | 1939               | —             | 72                        | 3                     | 6x4              | 3500                  | 70             |
| ЛБ-62  | 1940               | ГАЗ-62 ?      | 85                        | 3                     | 4x4              | 5150                  | 70             |
| БА-64  | 1941               | ГАЗ-64        | 50                        | 2                     | 4x4              | 2400                  | 80             |
| БА-64Б | 1942               | ГАЗ-67        | 54                        | 2                     | 4x4              | 2425                  | 80             |

## Российские бронеавтомобили

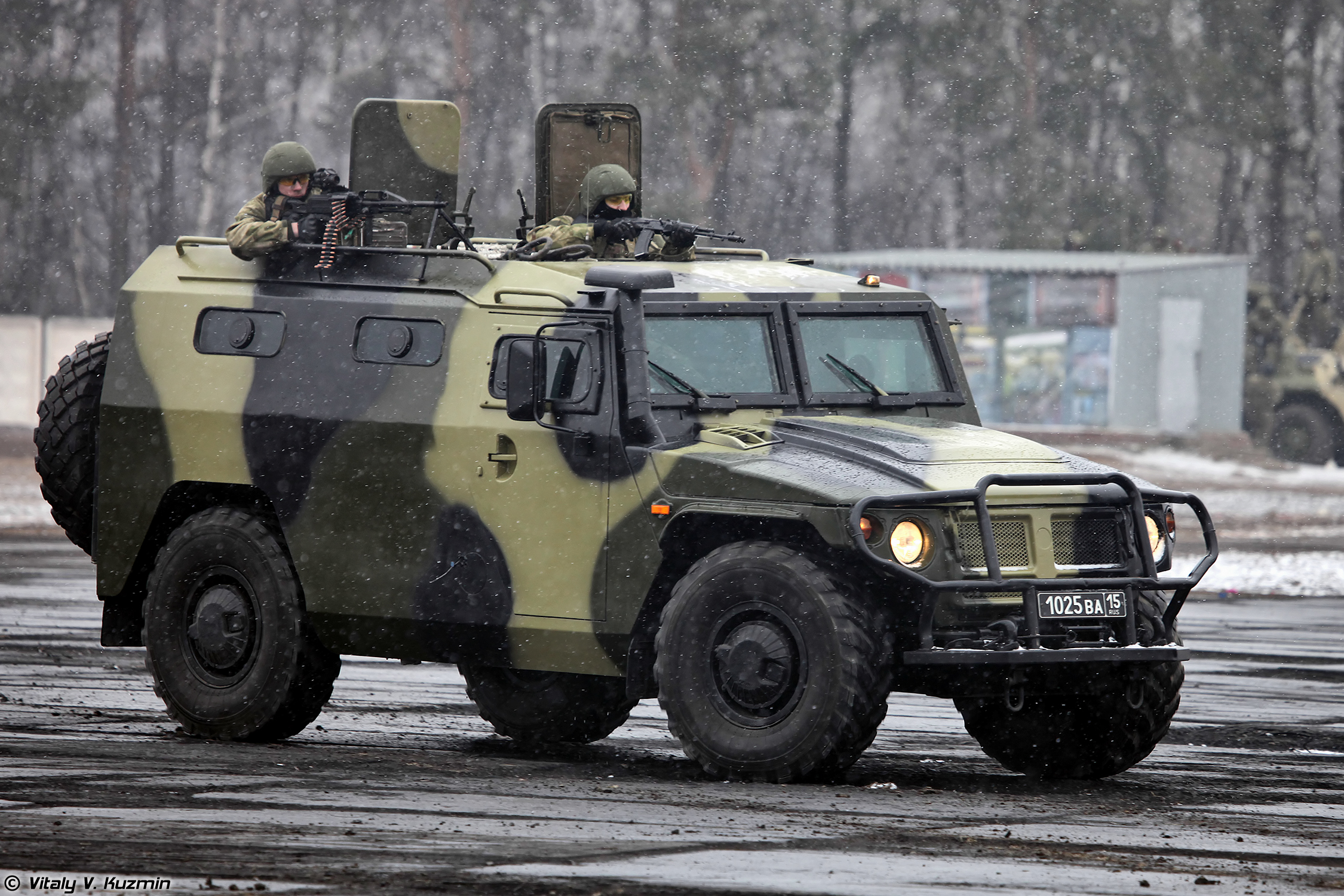
ГАЗ-2330 «Тигр»

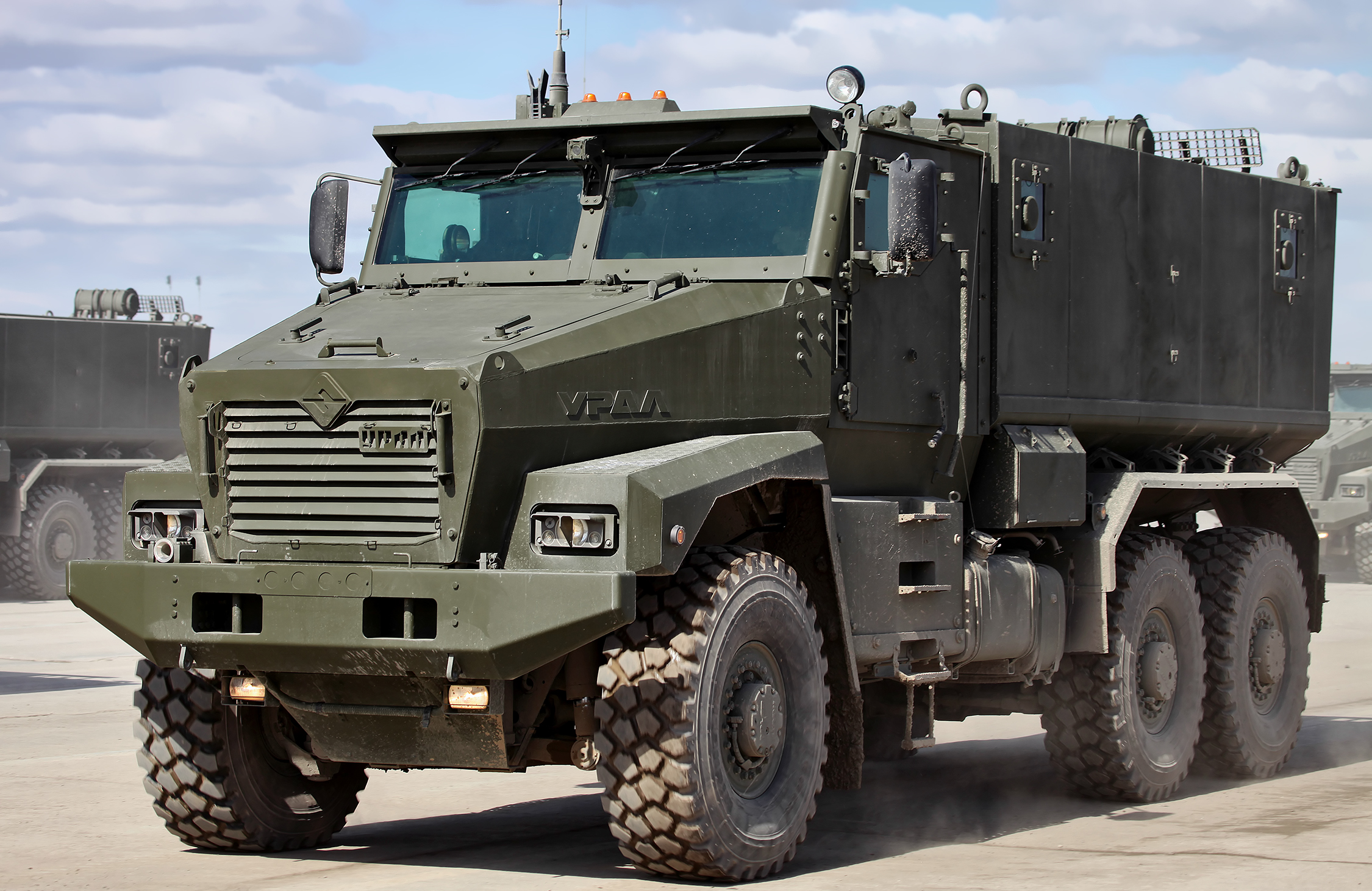
Урал-63095

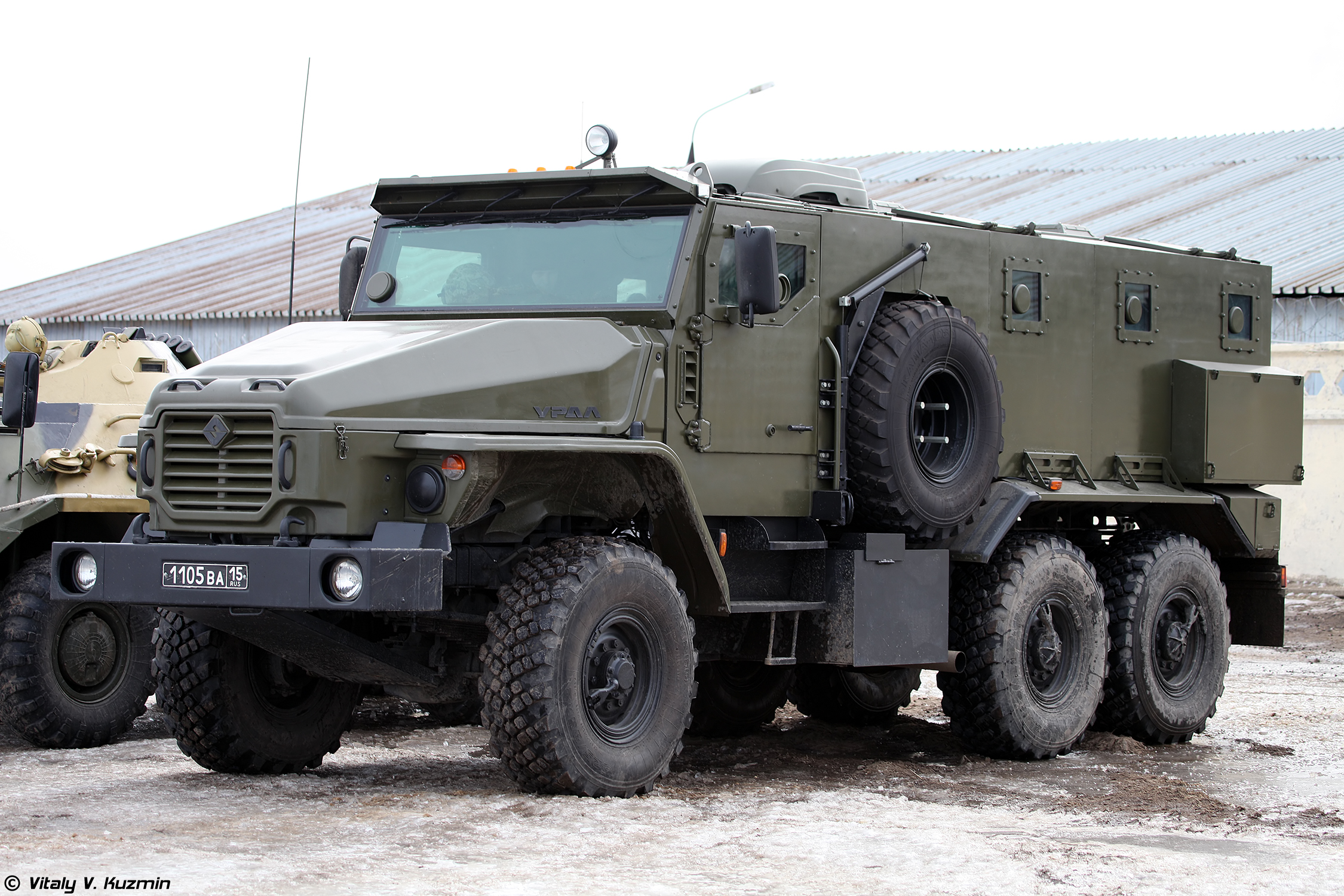
Урал-4320ВВ. 2016

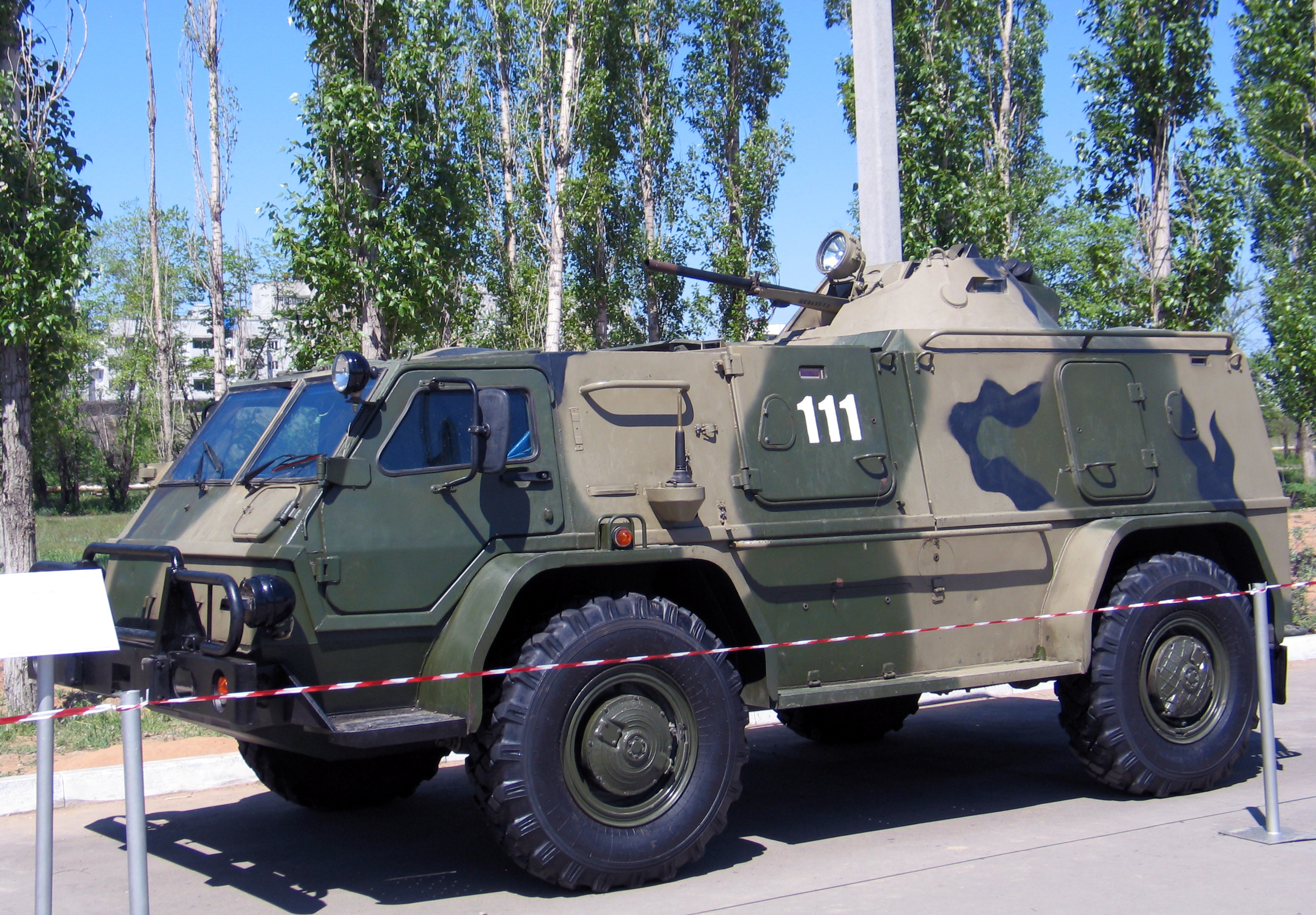
ГАЗ-3937 «Водник». 2011

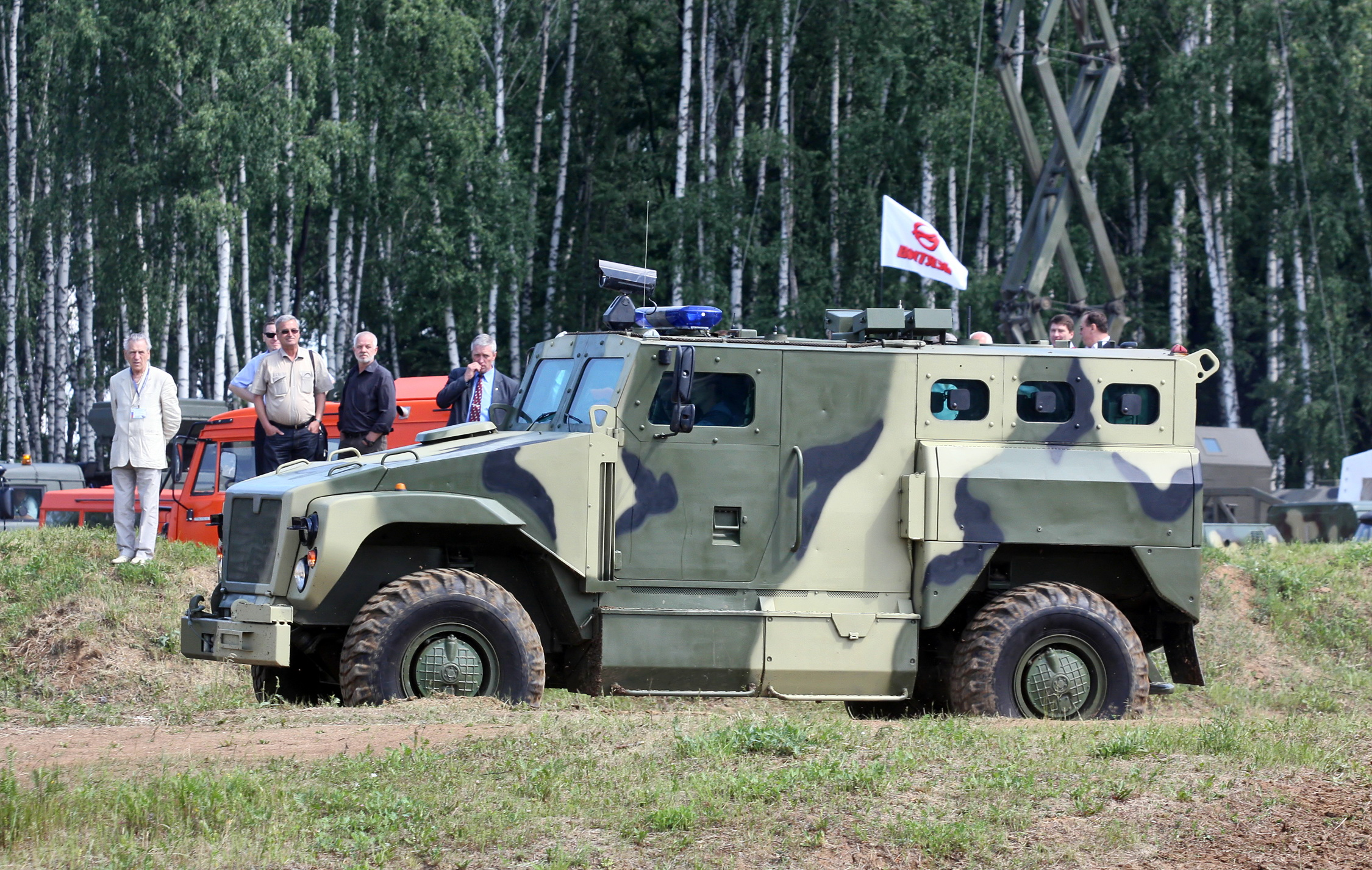
ВПК-3924 «Медведь». 2011

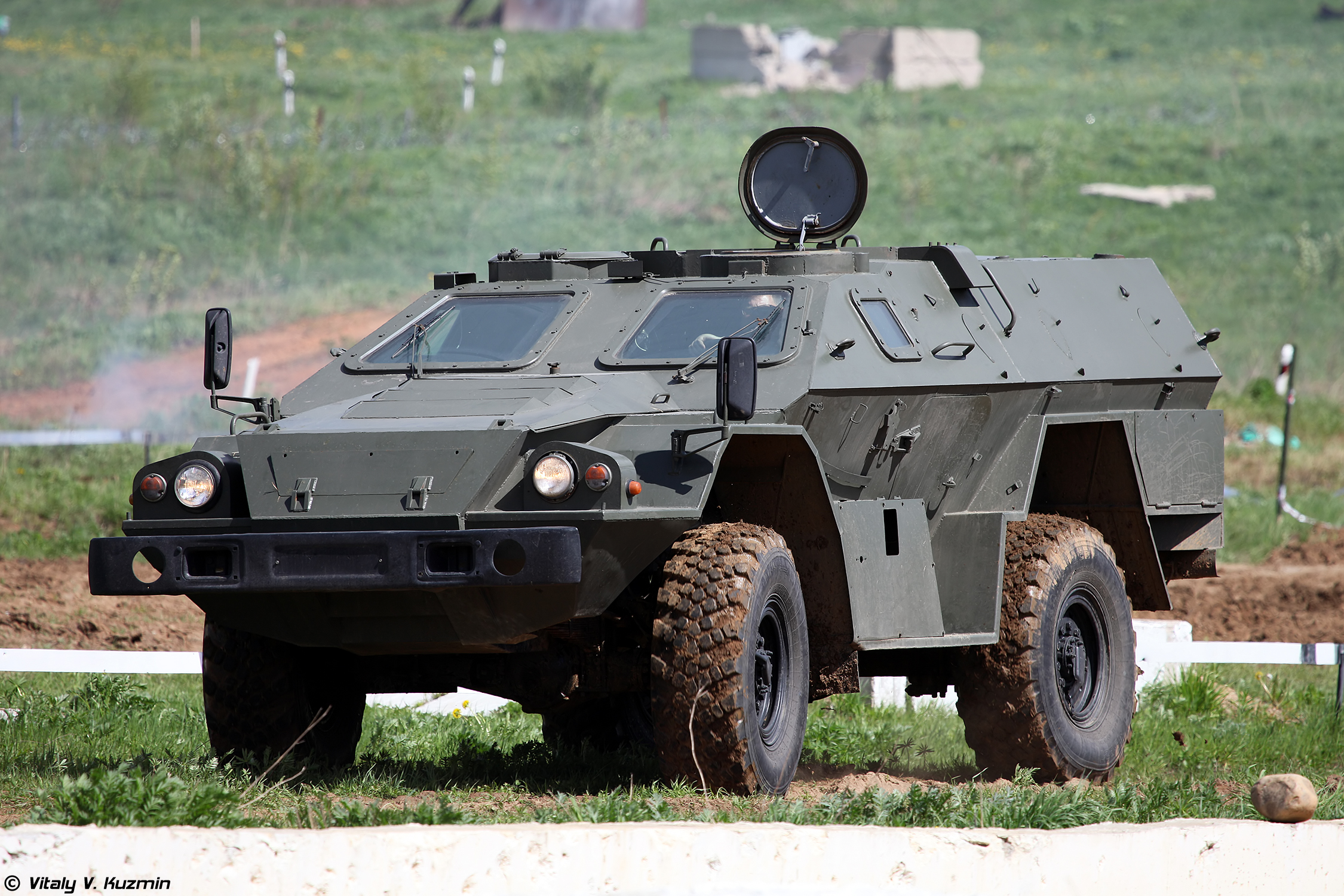
КамАЗ-43269 «Выстрел» (БПМ-97). 27 мая 2017 года

В настоящее время в Российской Федерации — России применяются бронеавтомобили:
- Спецавтомобиль «Тайфун» на базе войскового грузовика «Урал-63095». Предназначен для перевозки военнослужащих. Кабина водителя, моторный отсек, топливный бак и аккумуляторы защищены усиленной бронёй, в кузове бронекапсула для перевозки 10 человек. В ней устроены обзорные бронестекла и бойницы. Капсула обеспечивает защиту от взрыва осколочно-фугасного устройства и от поражения пулями снайперской винтовки и автомата Калашникова[14]. В декабре 2014 года для опытной эксплуатации в войска поступила первая партия (30 автомобилей)[15], весной 2015 года — вторая[16].
- ГАЗ-2330 «Тигр» — ГАЗ-2330 или «Тигр» — российский многоцелевой автомобиль повышенной проходимости, бронеавтомобиль. Тигр весит 7 тонн против 14 у БМП-2. На бронеавтомобилях стоят кондиционер, антиблокировочная система, автоматический поддув колес, возможна установка АКПП[17]. Внедорожник имеет много перспектив как на военном так и на гражданском рынке. Также «Тигр» весит значительно меньше чем БТР-80/А. Вооружение броневика (АГС, Корд, ПКМ) является также достаточно мощным. Разрабатываются версии с 30-мм автоматической пушкой в дистанционном модуле, с зенитным ракетным вооружением малой дальности. Есть ещё противотанковый вариант, вооруженный ПТРК «Корнет».
- Урал-4320ВВ — защищенный автомобиль, созданный для силовых структур в ОАО «АЗ Урал» по техническому заданию Главного командования внутренних войск МВД России. Бронеавтомобиль построен на модернизированном шасси серийного грузовика «Урал-4320». Стоимость одной машины около 10 млн рублей[18]. Первая партия автомобилей поступила в 2014 году во Внутренние войска МВД России Северо-Кавказского федерального округа[19][20].
- ГАЗ-3937 «Водник» — российский автомобиль для транспортировки людей и грузов в труднопроходимых районах. Обеспечивает защиту экипажа от стрелкового оружия. Разработан в ОКБ ОАО «ГАЗ». Изготавливался на Арзамасском машиностроительном заводе. Производится и для Министерства обороны России с 2005 года[21].
- КамАЗ-43269 «Выстрел» (БПМ-97) — российский легкобронированный бронеавтомобиль. Применение возможно в вариантах штабного, патрульного, санитарного, пограничного или разведывательного автомобиля, а также в качестве мобильного противотанкового или зенитного ракетного комплекса.
- СПМ-3 (ВПК-3924 «Медведь») — специальная полицейская бронемашина с высоким уровнем защиты противоминной стойкости. Созданная по заказу МВД России для вооружения внутренних войск и спецподразделений.

На январь 2017 года в РФ находится более 100 единиц в эксплуатации.
- Фалькатус» (Falcatus) — российский бронеавтомобиль на базе автомобиля «КамАЗ-4911», массой 12 тонн, предназначен для использования Центром специального назначения[источник не указан 2563 дня].

## Современные иностранные бронемашины

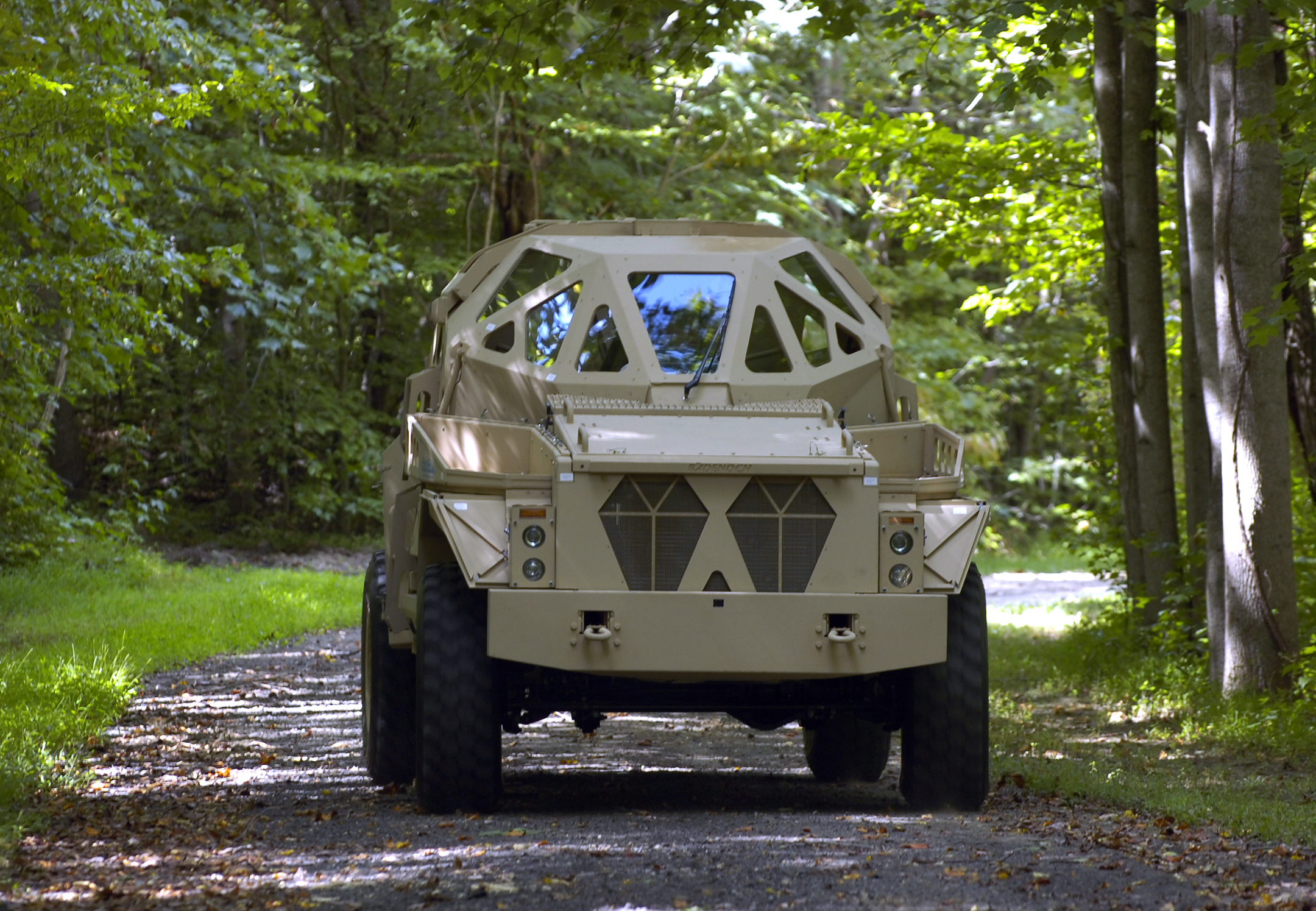
концепт-кар военного бронеавтомобиля повышенной безопасности 2005 года

- Navistar MaxxPro (США) — бронетранспортёр производства Navistar International, принятый на вооружение США в 2007 году для срочного перевооружения войск в Ираке, перспективная замена HMMWV во всех передовых частях вооружённых сил США представляет собой доработанный гражданский грузовик, на шасси которого установлен сварной корпус с V-образным расположением бронелистов.
- BAE Systems Ground Caiman RG-33 (США) — семейство полноприводных бронеавтомобилей, разработанное и производимое фирмой BAE Systems. Броня машины защищает экипаж и десант от огня ручного стрелкового оружия, мин и самодельных взрывных устройств.
- Dingo ATF ФРГ — бронетранспортёр производства Krauss-Maffei-Wegmann (KMW), принятый на вооружение Бундесвера, а также находится на вооружении: Бельгии, Люксембурга, Австрии, Чехии, Норвегии и Пакистана. Корпус машины состоит из броневой стали и комбинированной брони «MEXAS» и защищает от пуль и осколков артиллерийских снарядов, противотанковых мин и самодельных взрывных устройств. Созданный на полноприводном шасси Unimog способен преодолевать труднопроходимую местность.

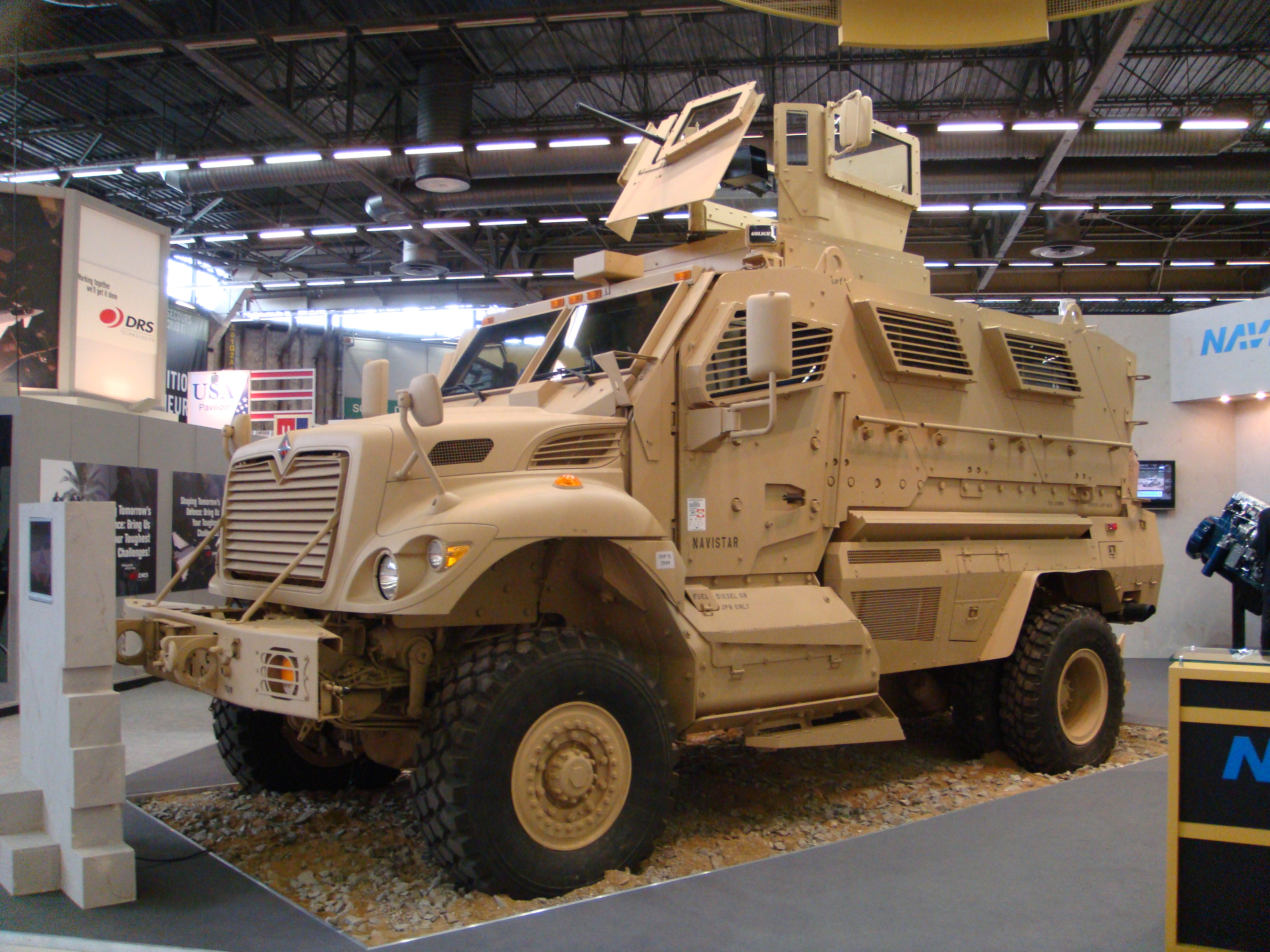
International MaxxPro
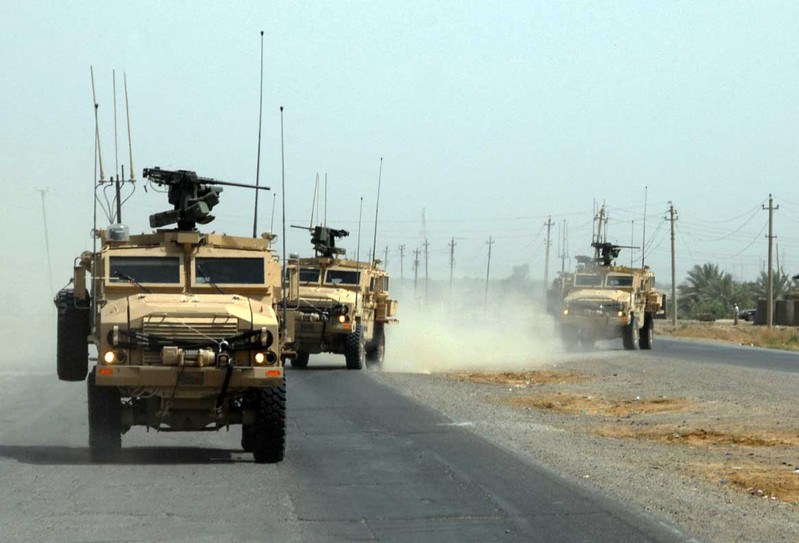
BAE Systems Ground Caiman RG-33
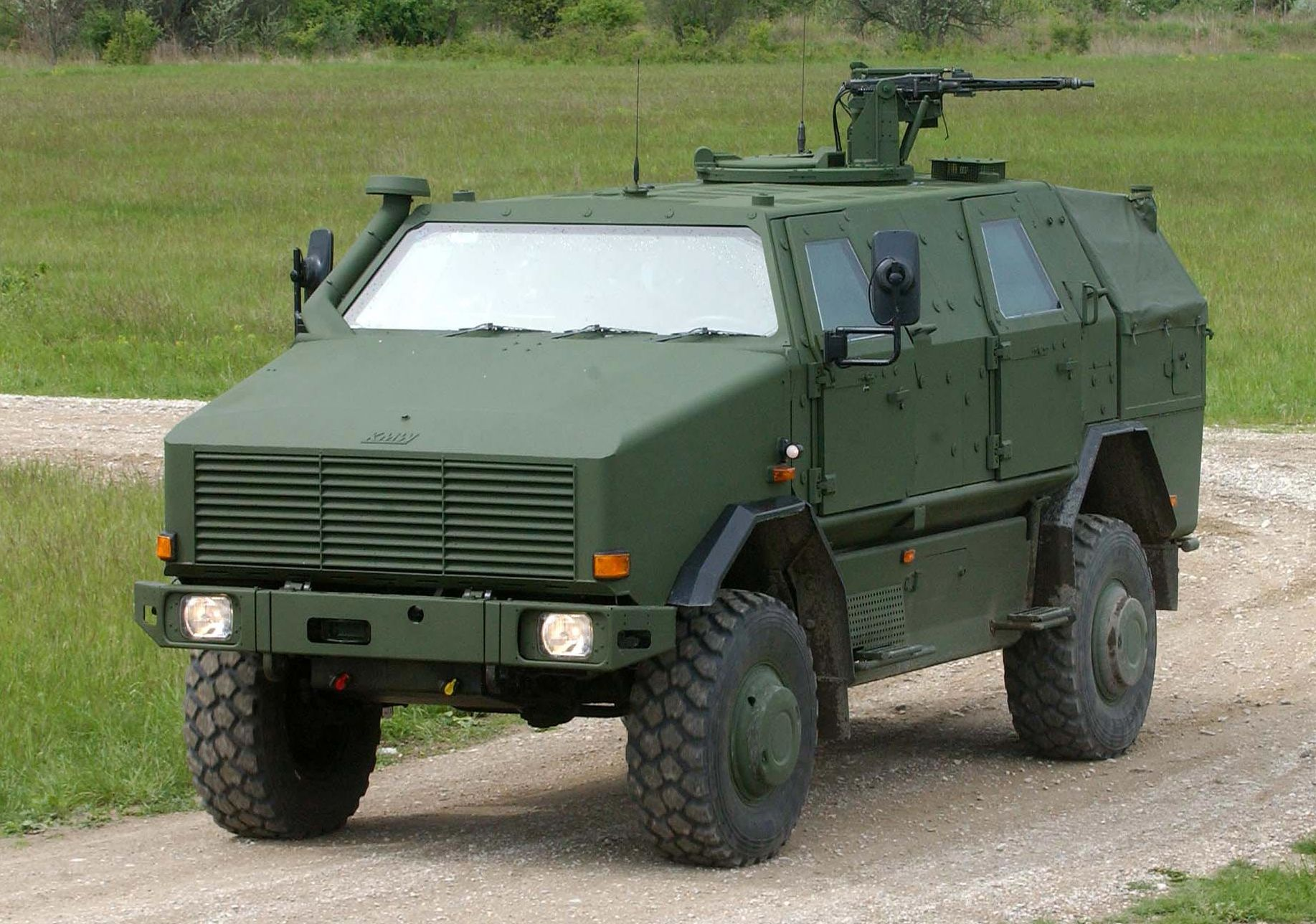
«Dingo ATF»
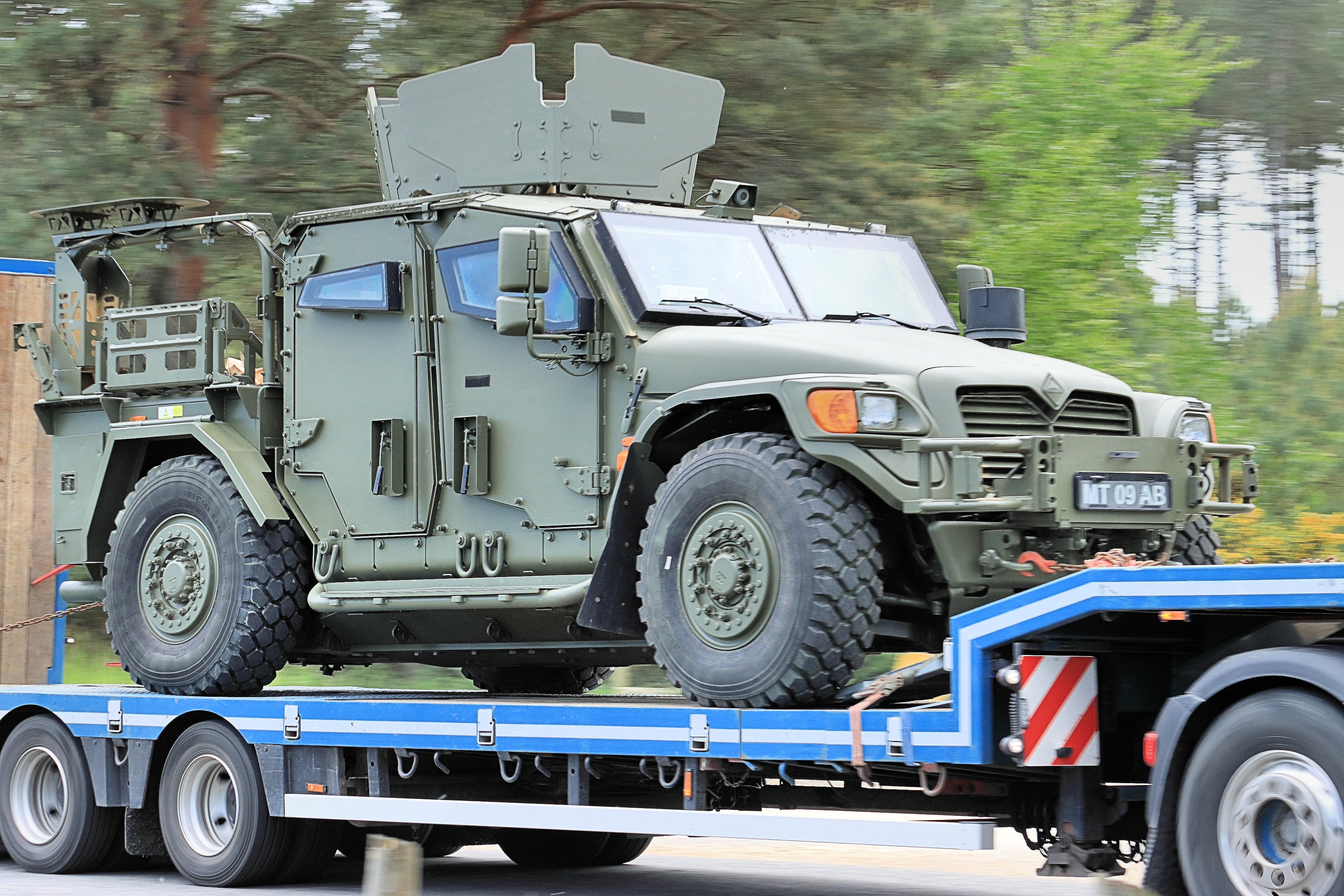
британский бронеавтомобиль «Husky»
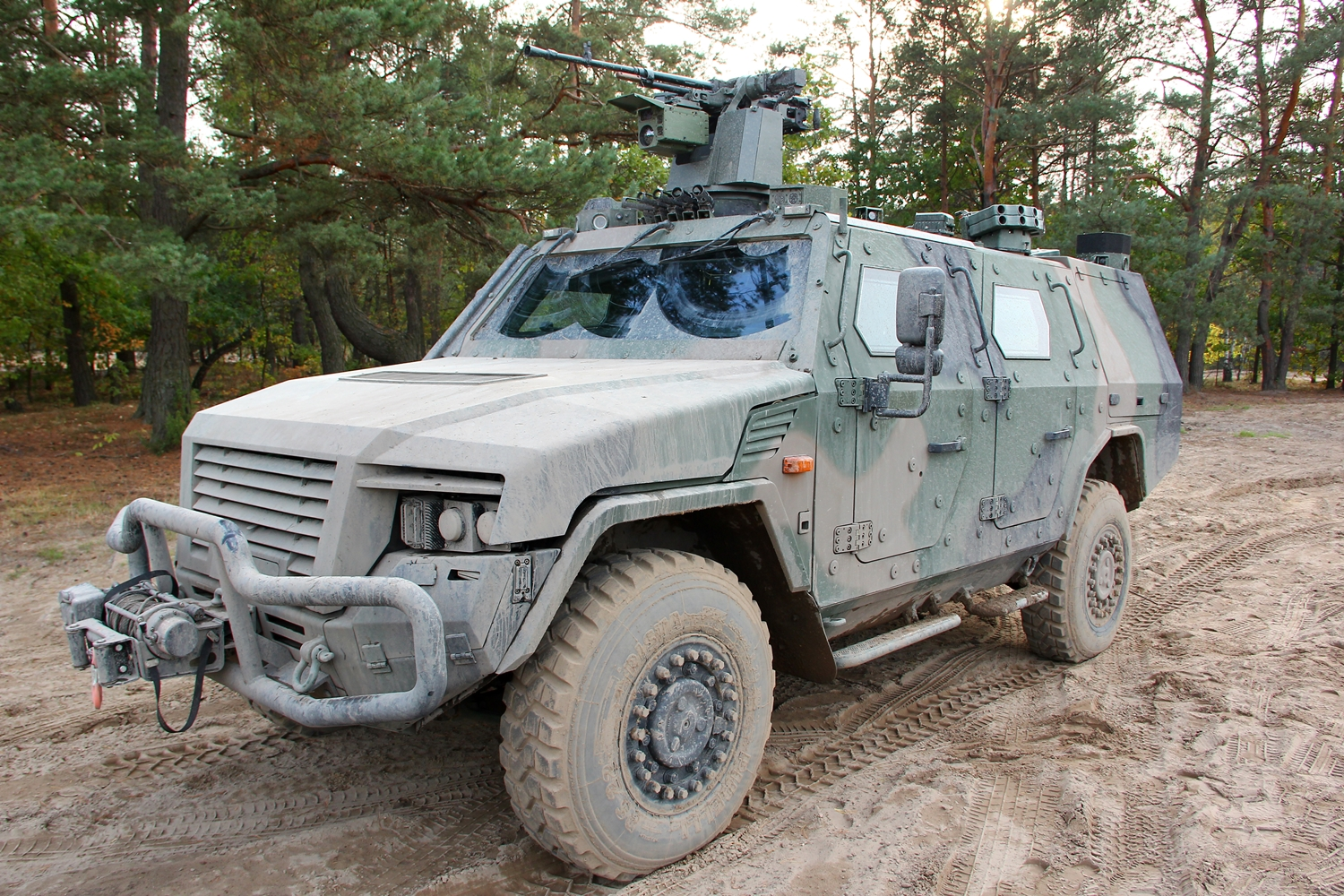
немецкий бронеавтомобиль повышенной проходимости
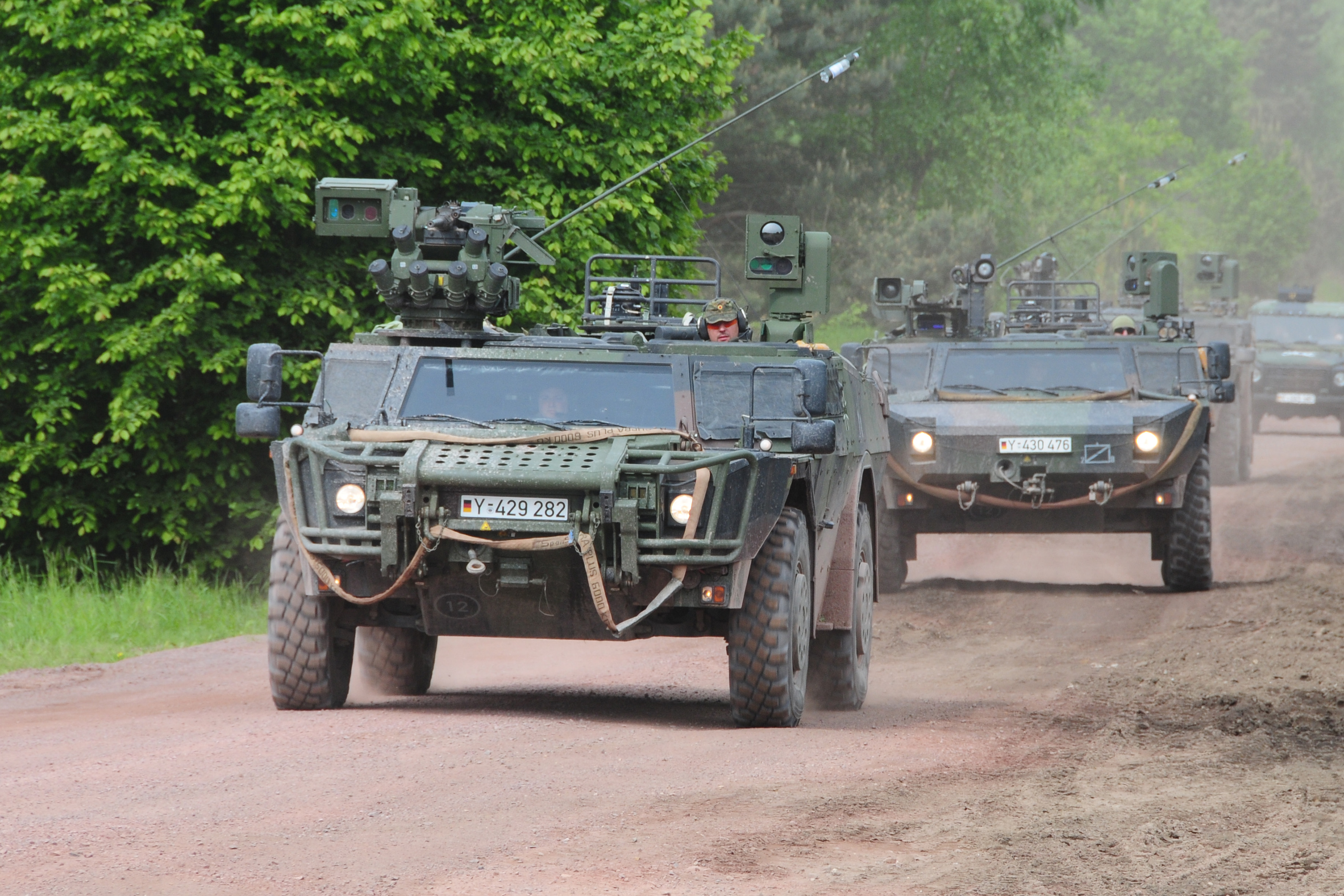
немецкие бронеавтомобили

## Исторические бронеавтомобили

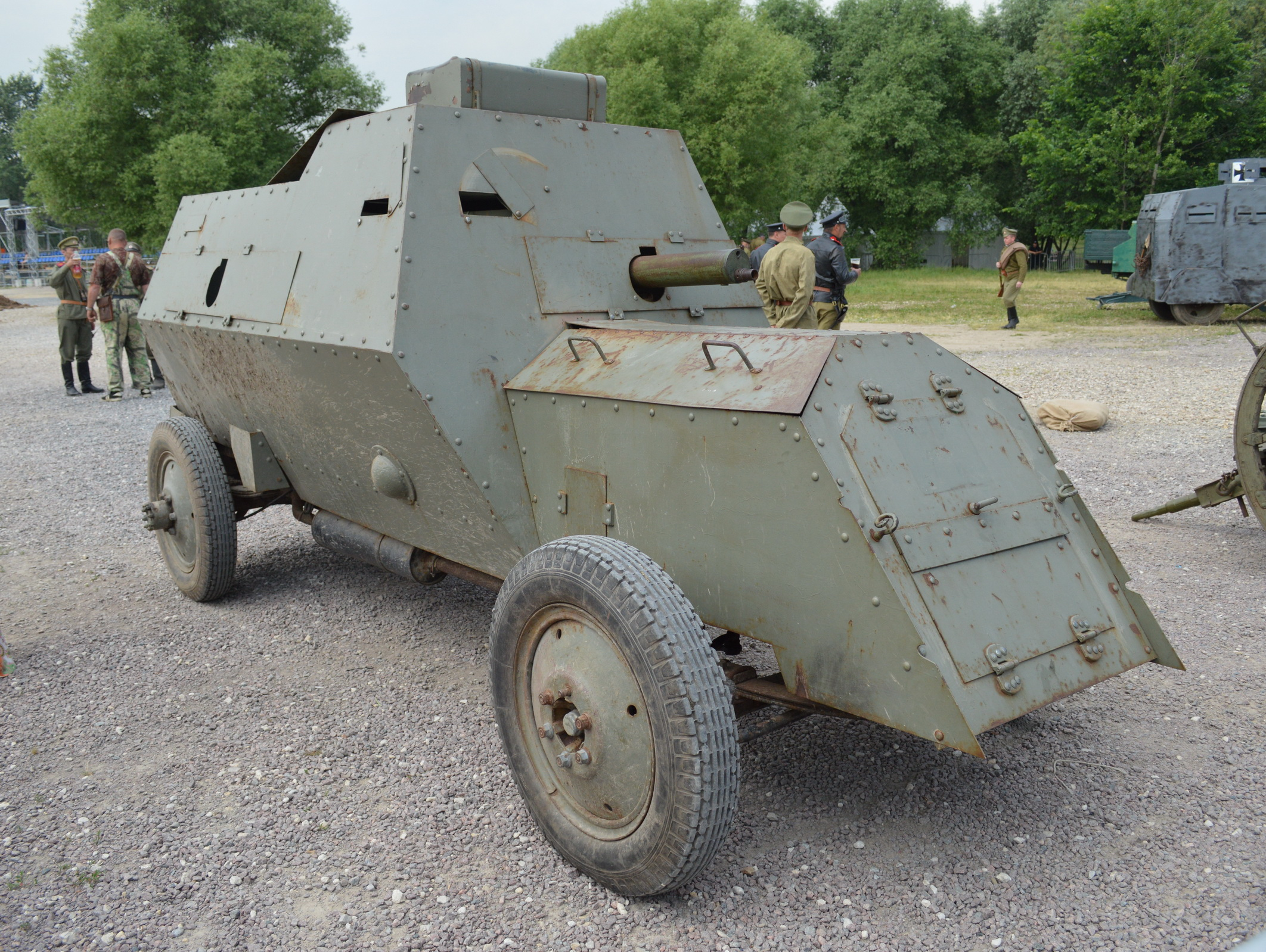
Реплика «Руссо-Балта» октября 1914 г. 2014
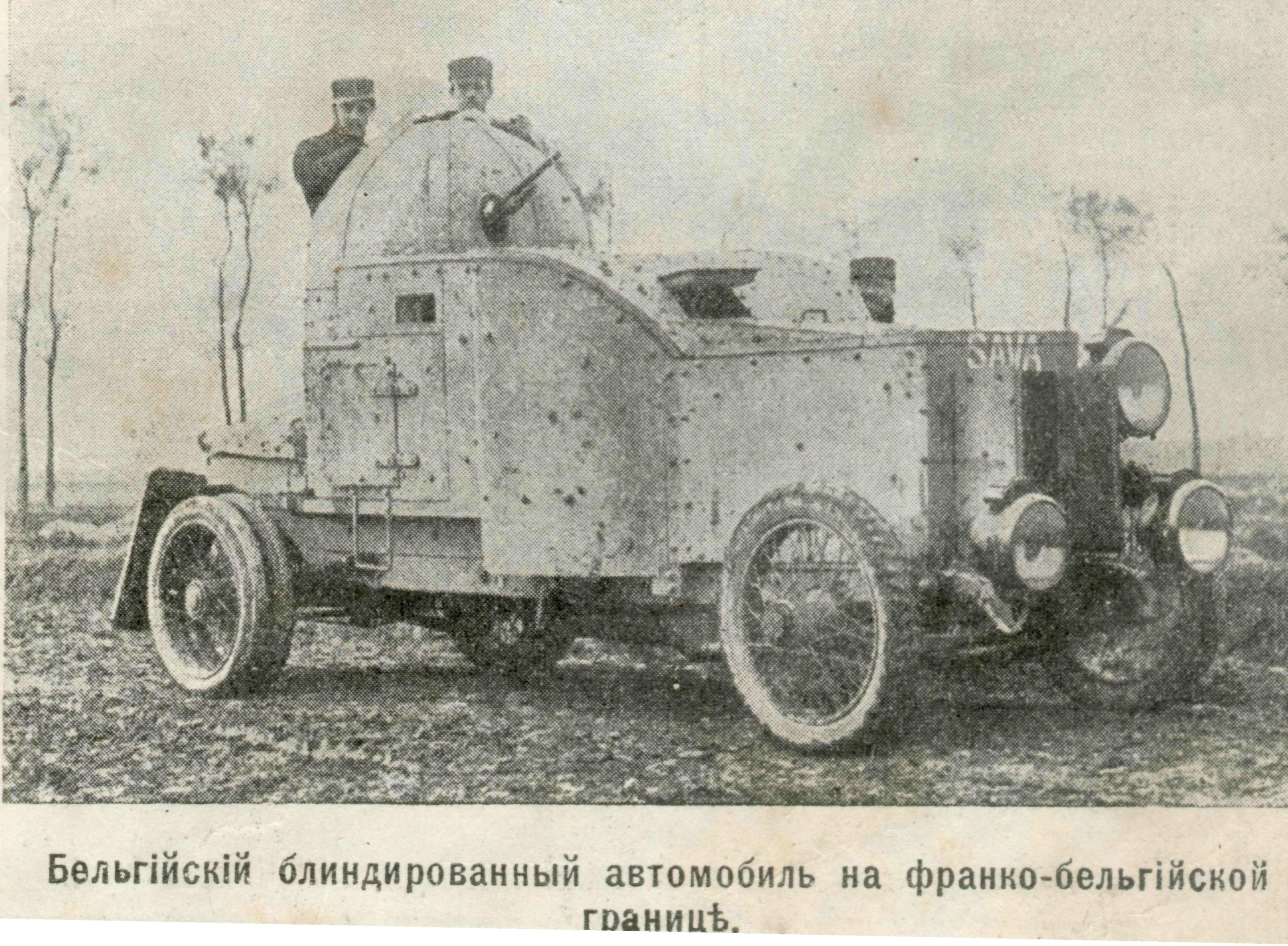
Бельгийский бронеавтомобиль Минерва. Осень 1914
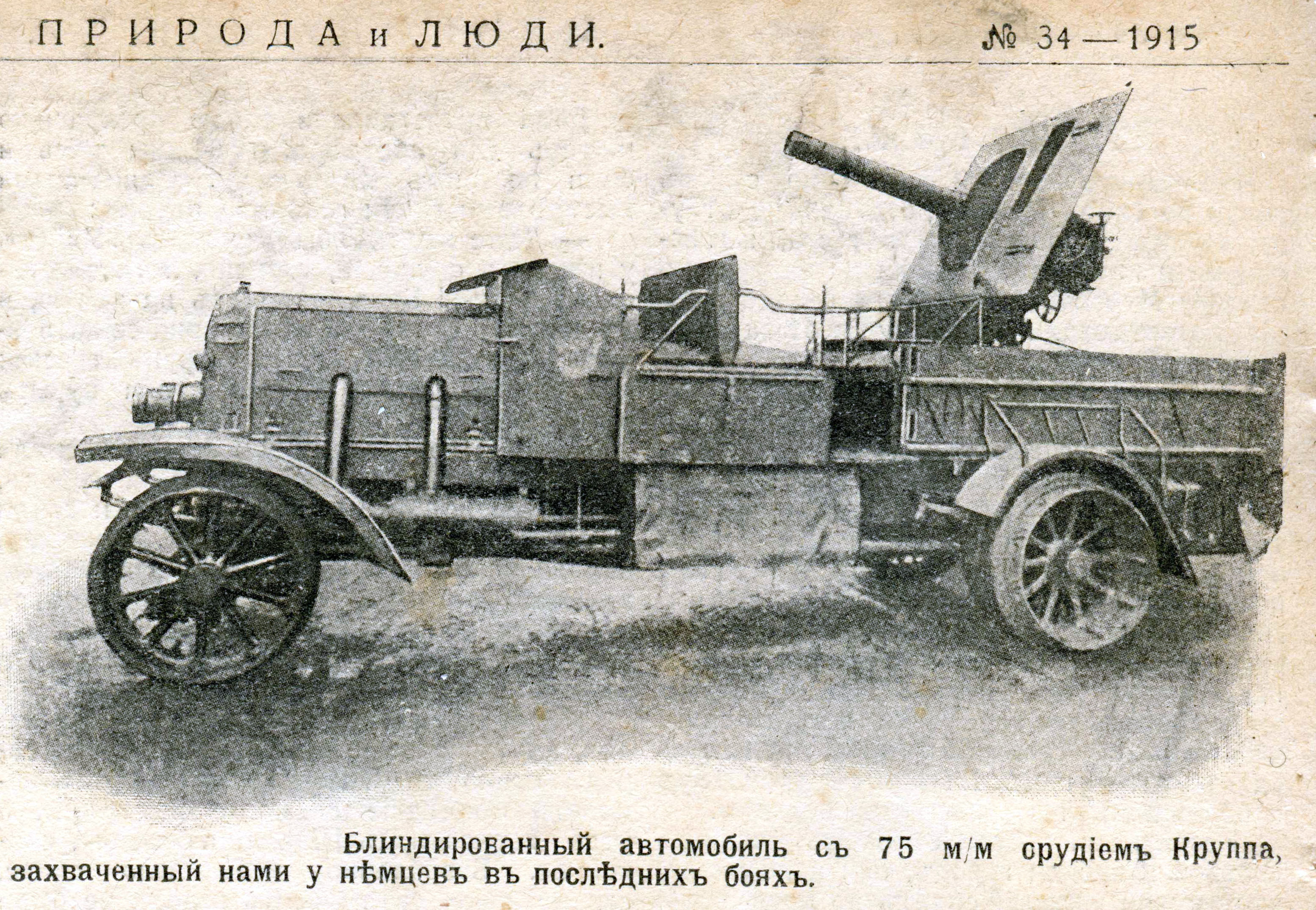
Германский автомобиль с 75-мм орудием Круппа (САУ). 1915
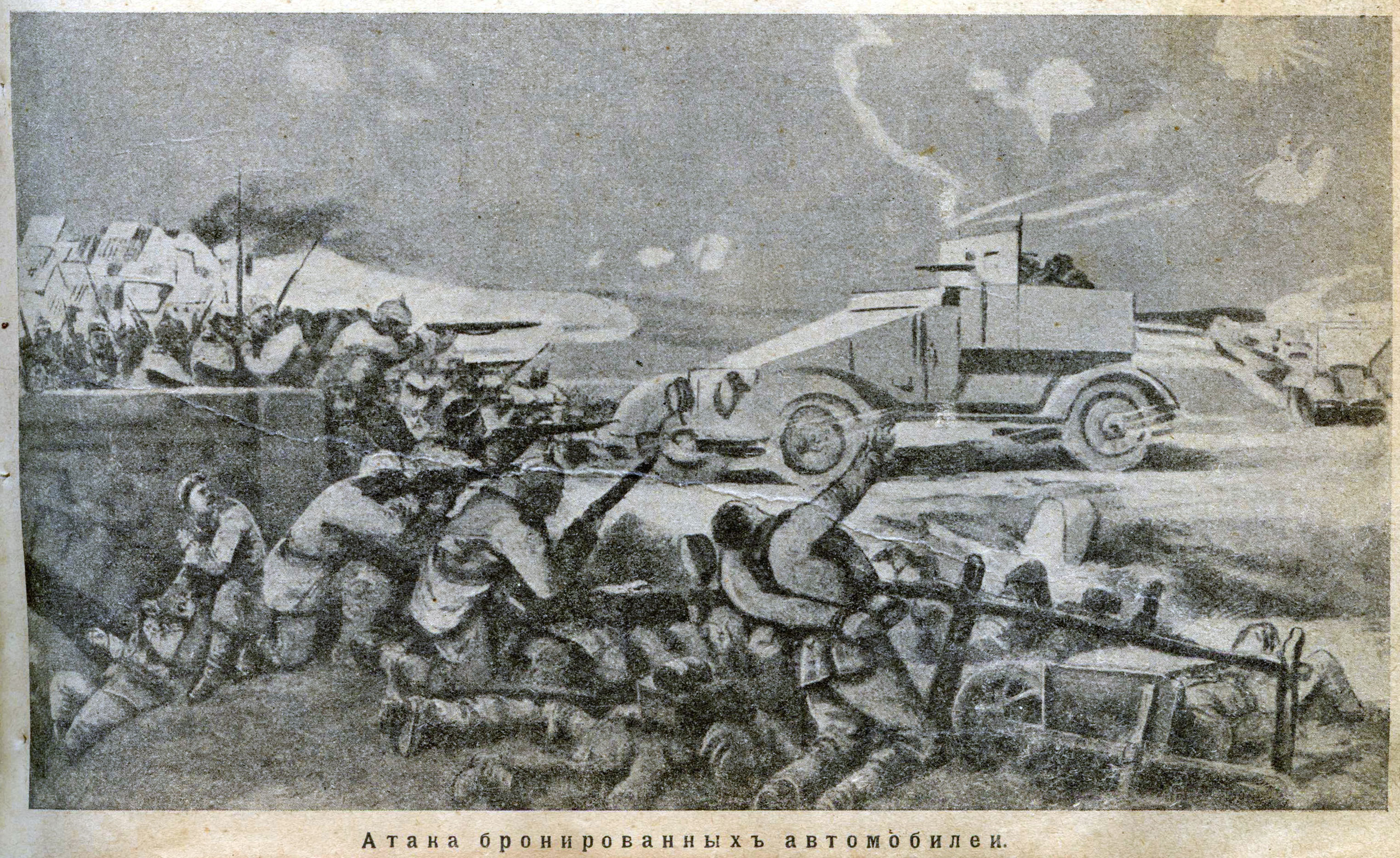
Атака бронированных автомобилей Рено. Май-июнь 1915
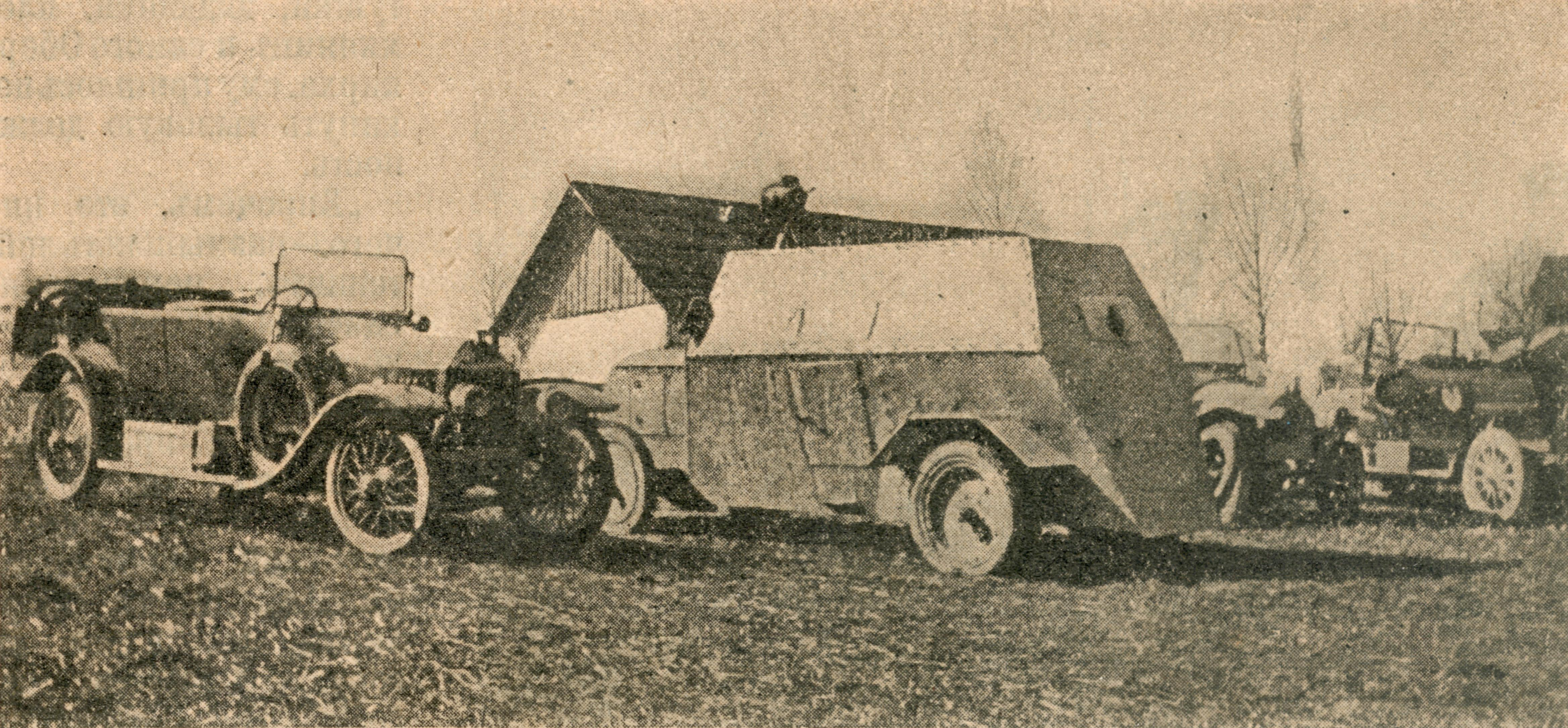
«Руссо-Балт» на Кавказском фронте. 1916
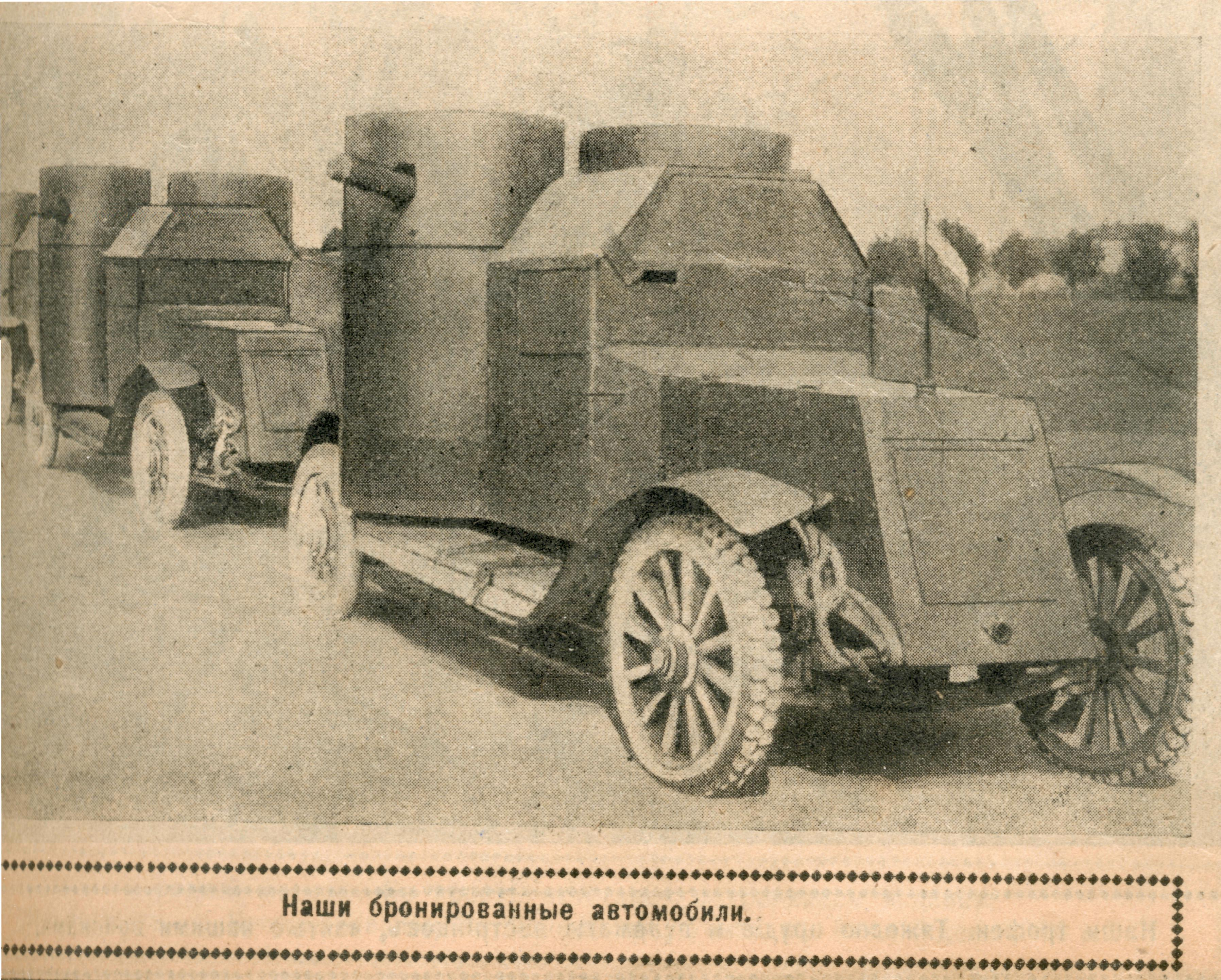
«Остины» русской армии. Начало 1916
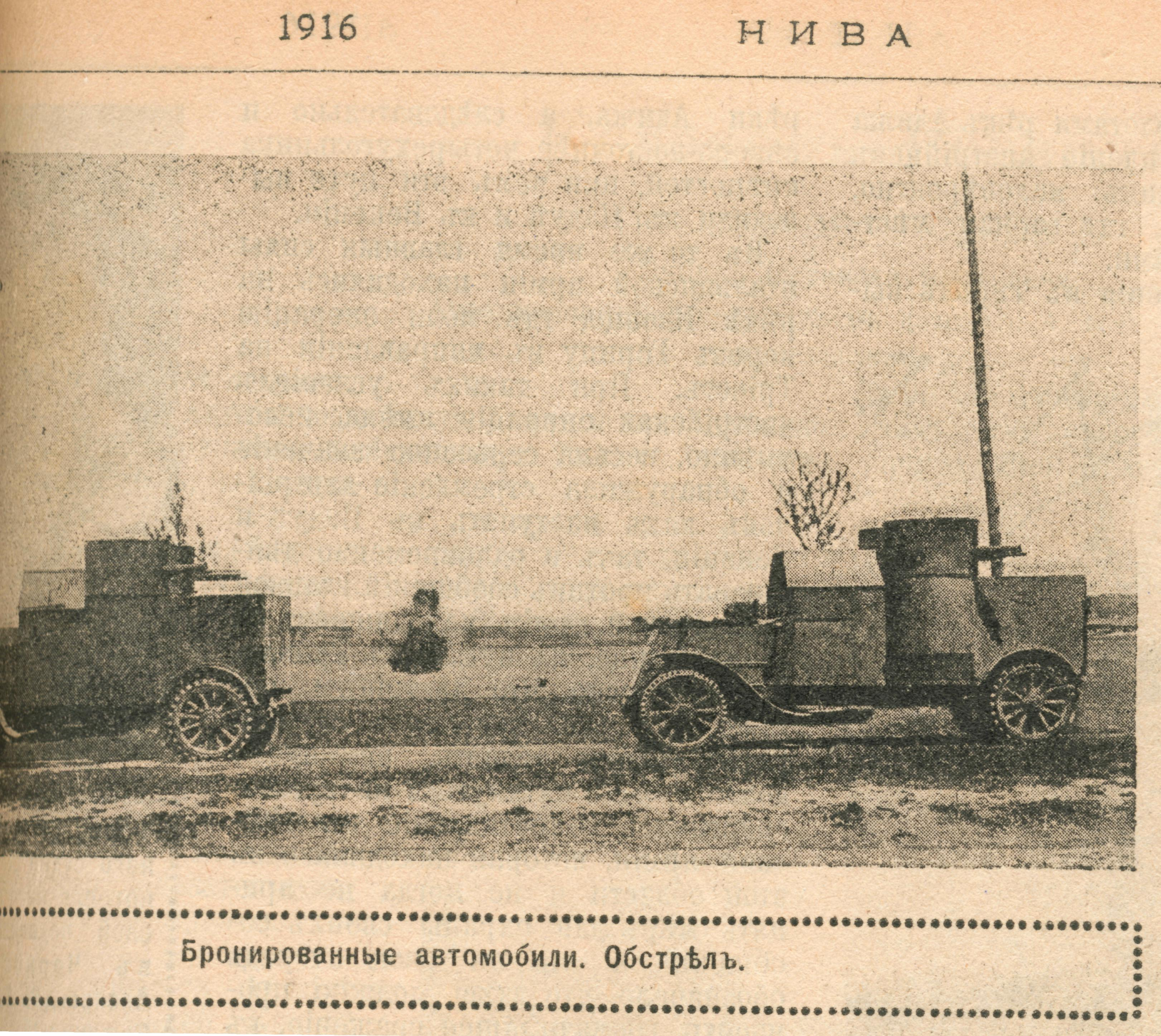
«Остины» русской армии на реке Двина. 1916
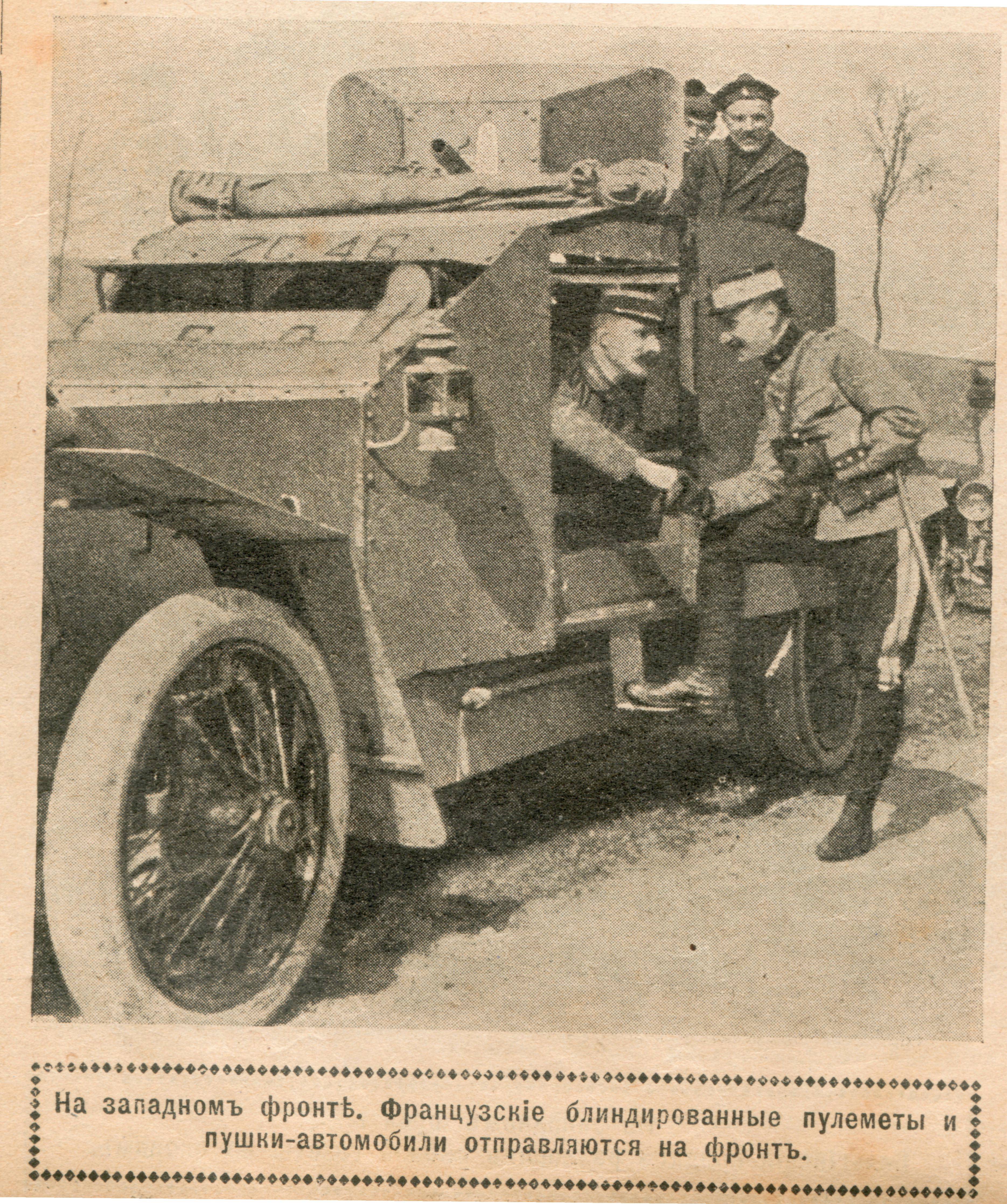
Блиндированный французский пушка-автомобиль. 1916 года
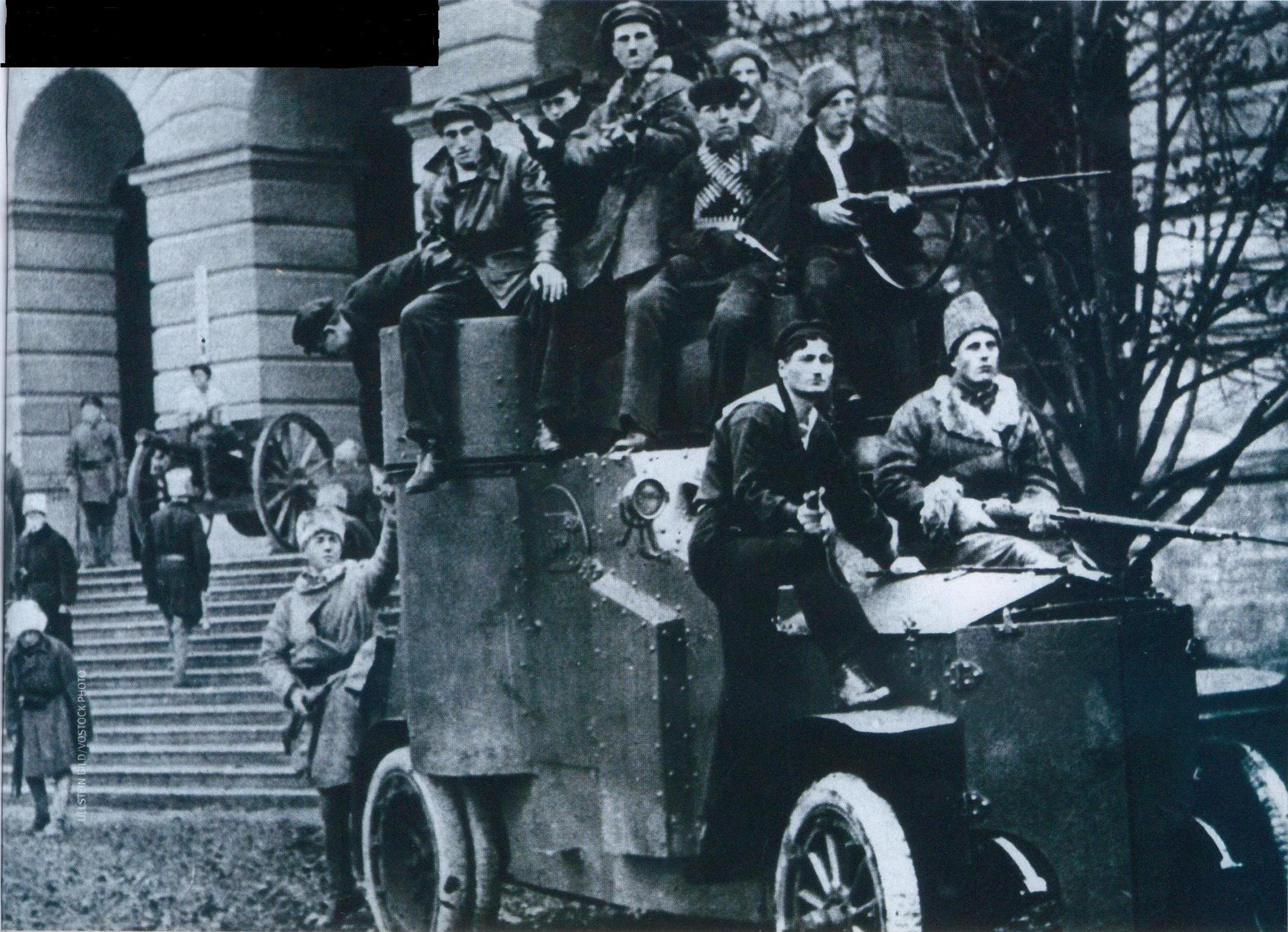
Красный «Фиат Ижорский» у Смольного. 1917
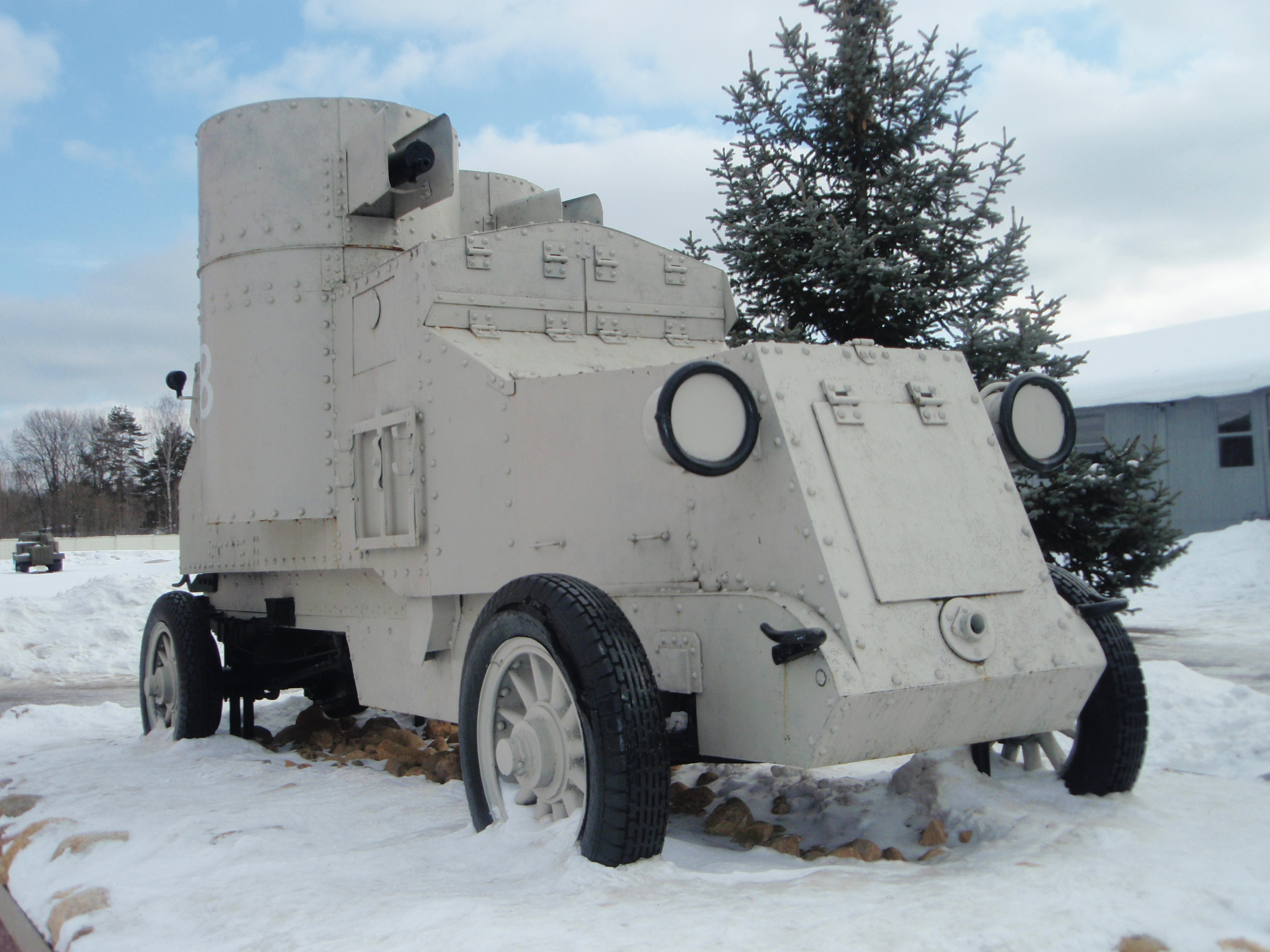
Реплика Остин-Путиловца 1917 года в музее в Кубинке
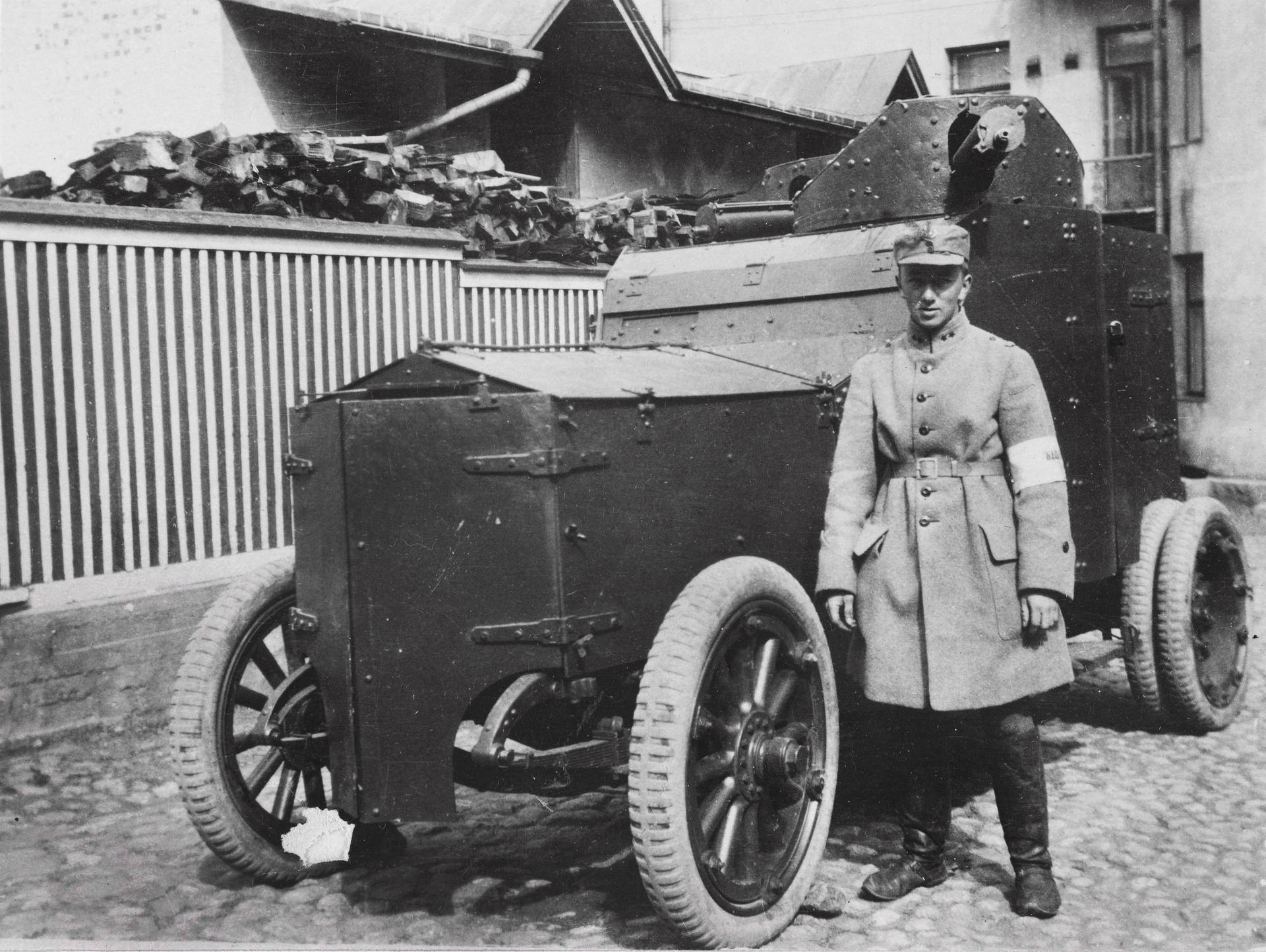
Армстронг-Уитворт-Фиат. 1918 год
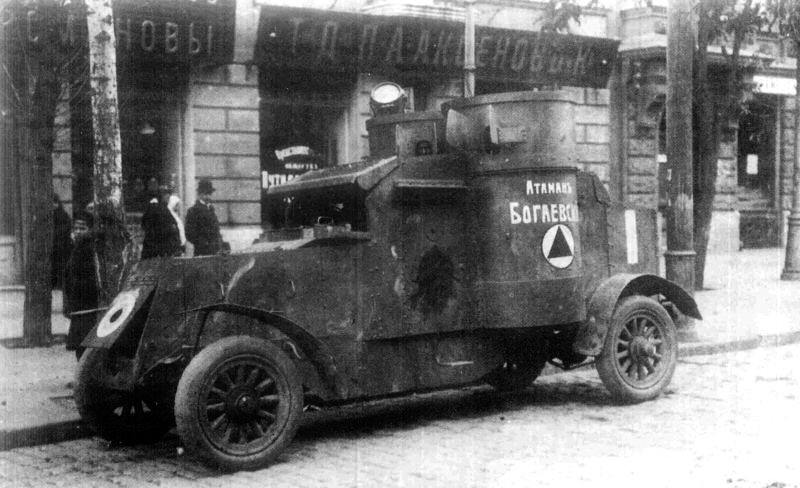
Белый Остин «Атаман Богаевский». 1919
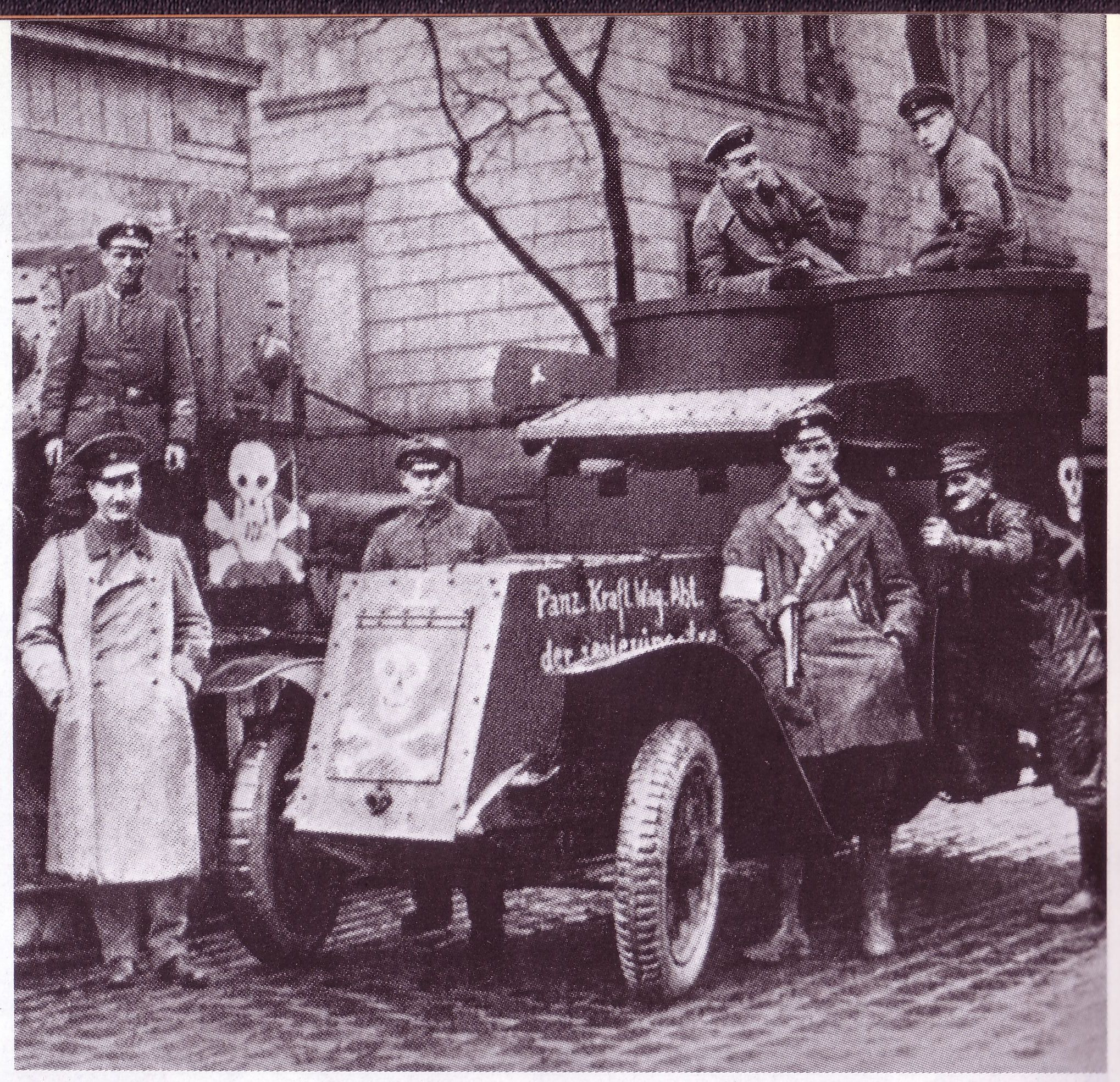
Немецкий броневик с эмблемой «Адамова голова». 1919
Пирс-Арроу. Немецкий броневик фрайкора «Титаник» в Риге. 1919
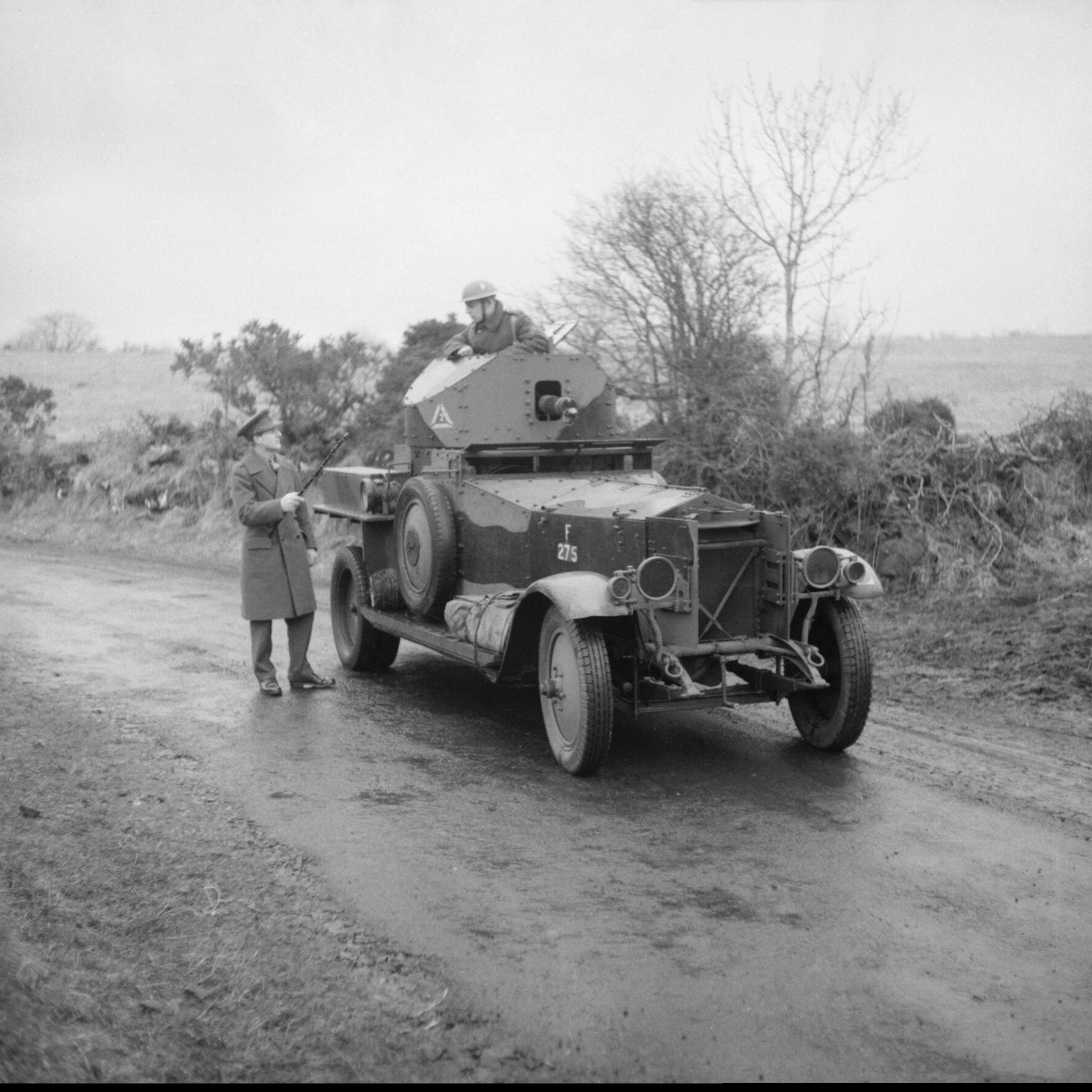
Бронеавтомобиль Rolls-Royce в Северной Ирландии. 1920
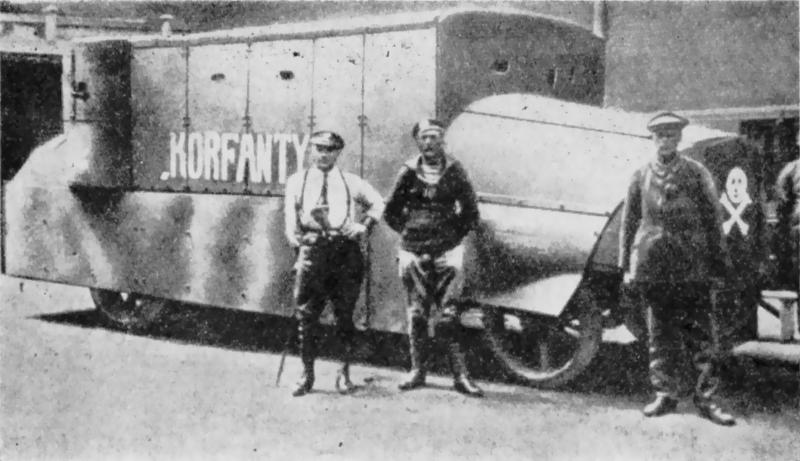
Польский броневик Korfanty. 1920
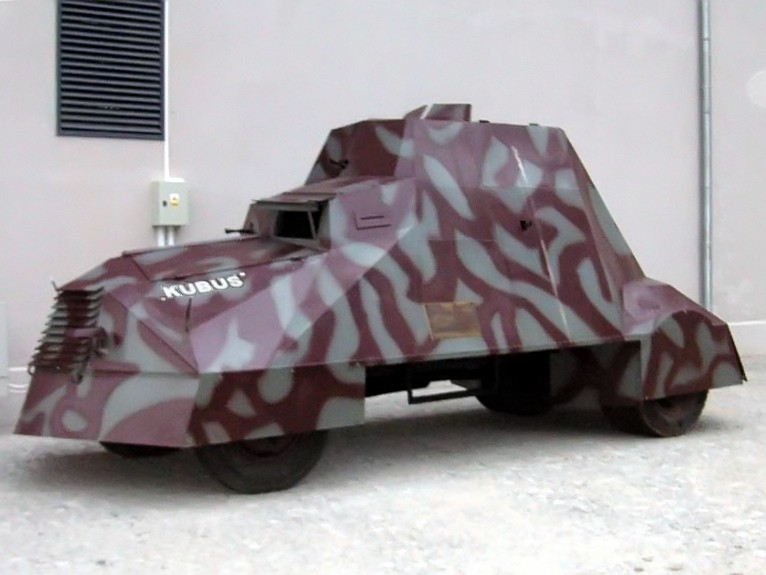
Польский бронеавтомобиль Kubus, 1944
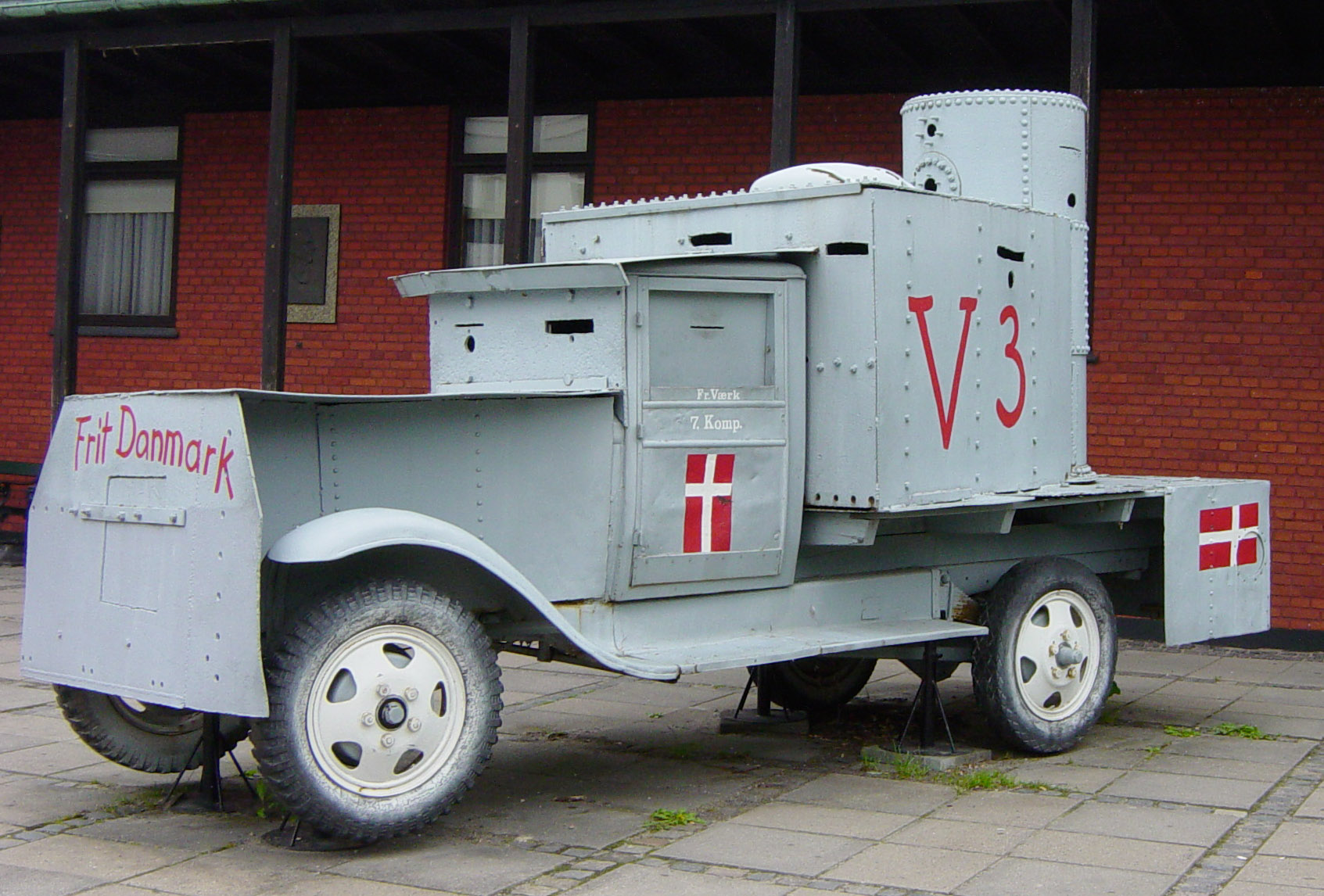
V3 датского сопротивления в 1945 году
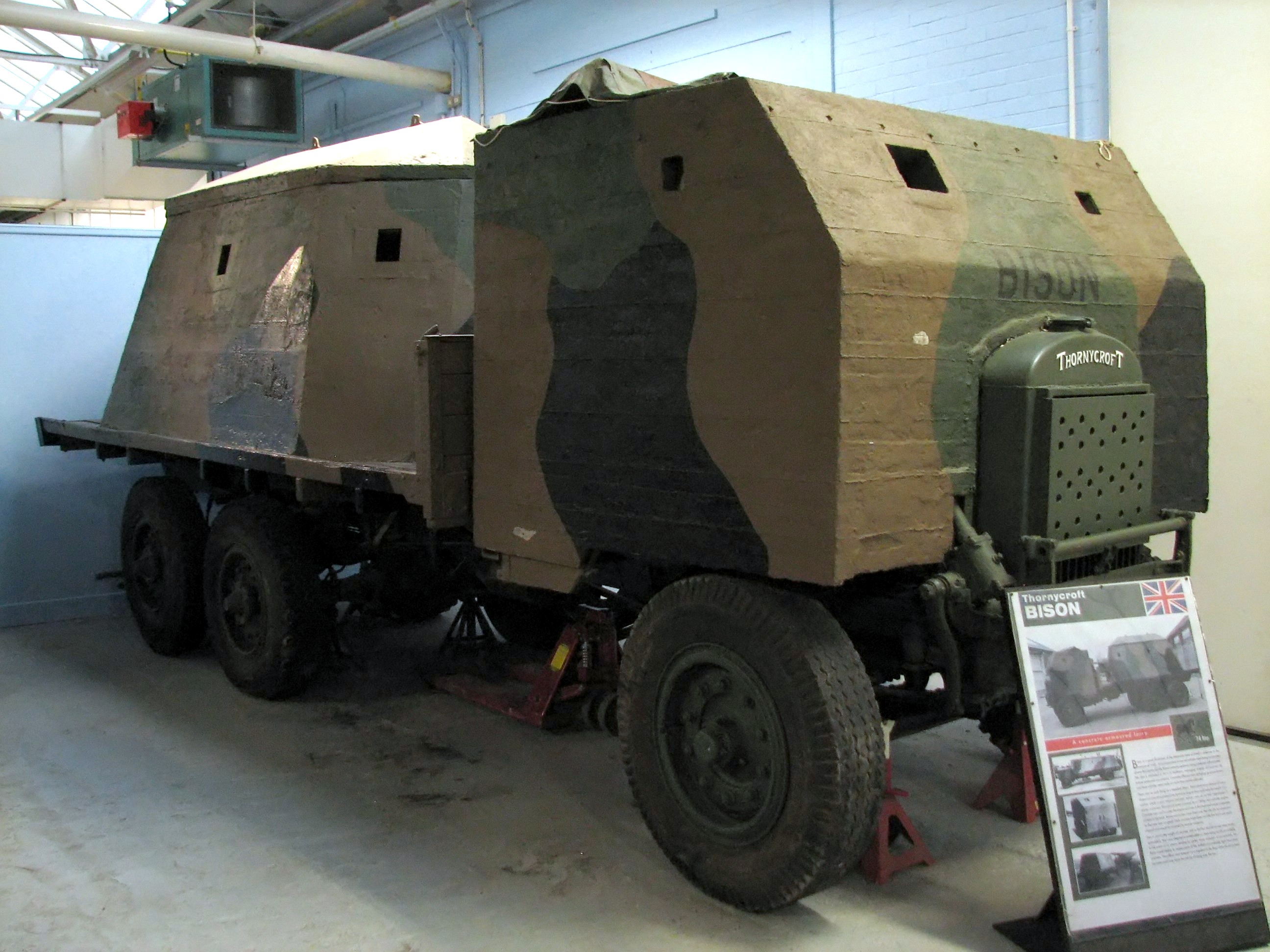
Британский эрзац-броневик "Бизон" с бетонной бронёй
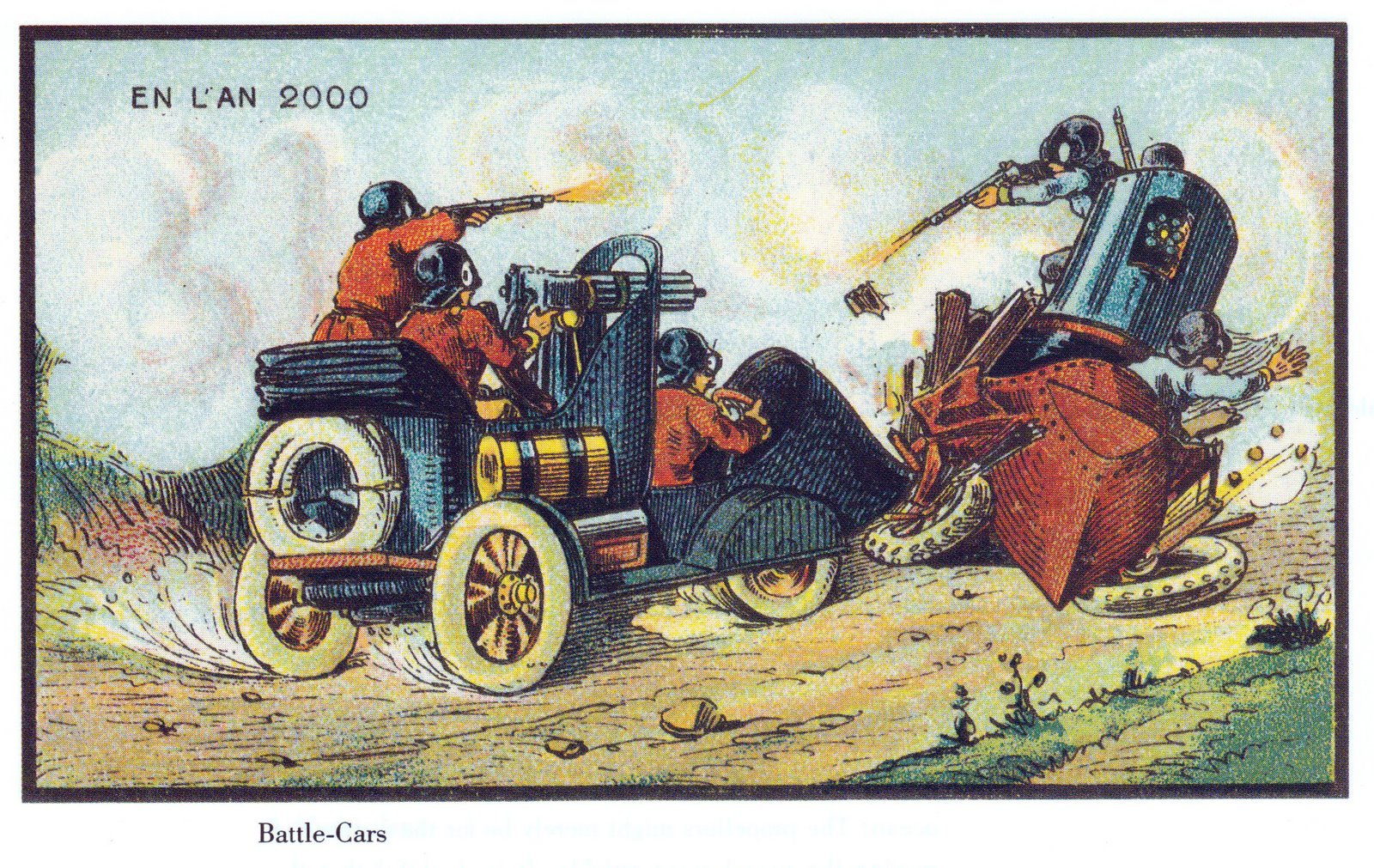
«Бронеавтомобиль 2000 года». Французская карточка 1910 года